# Ženy ve fotografii

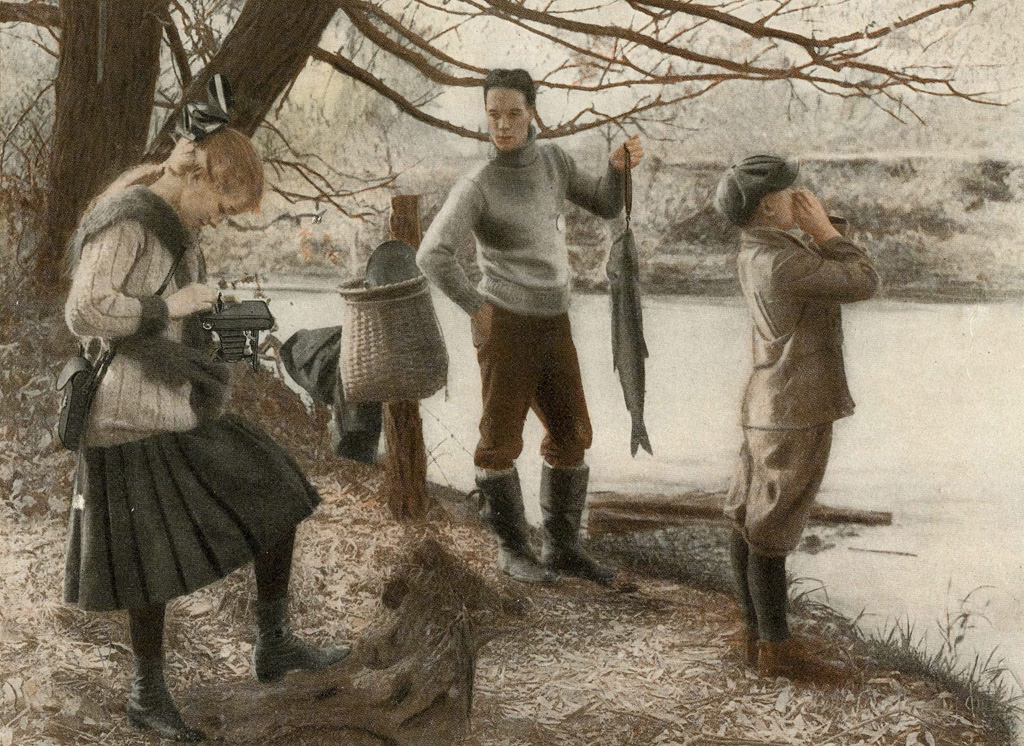
Mladá amatérská fotografka, reklama Kodak z roku 1918

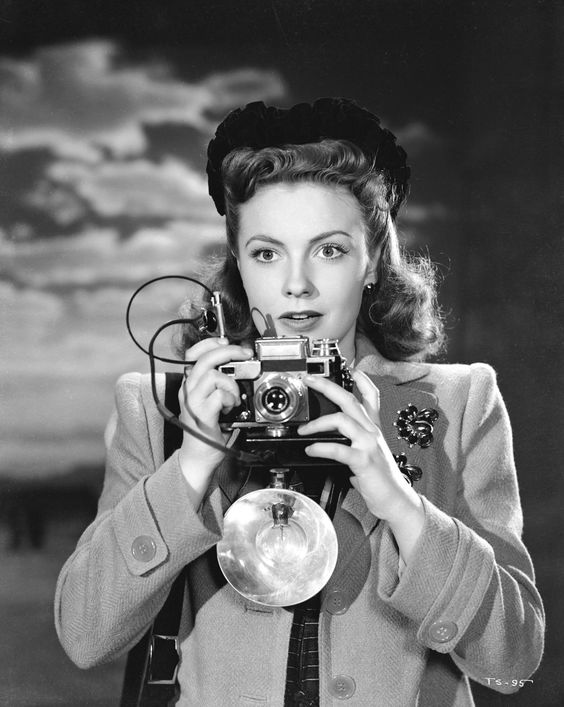
Joan Leslie,The Sky's, propagační fotografie

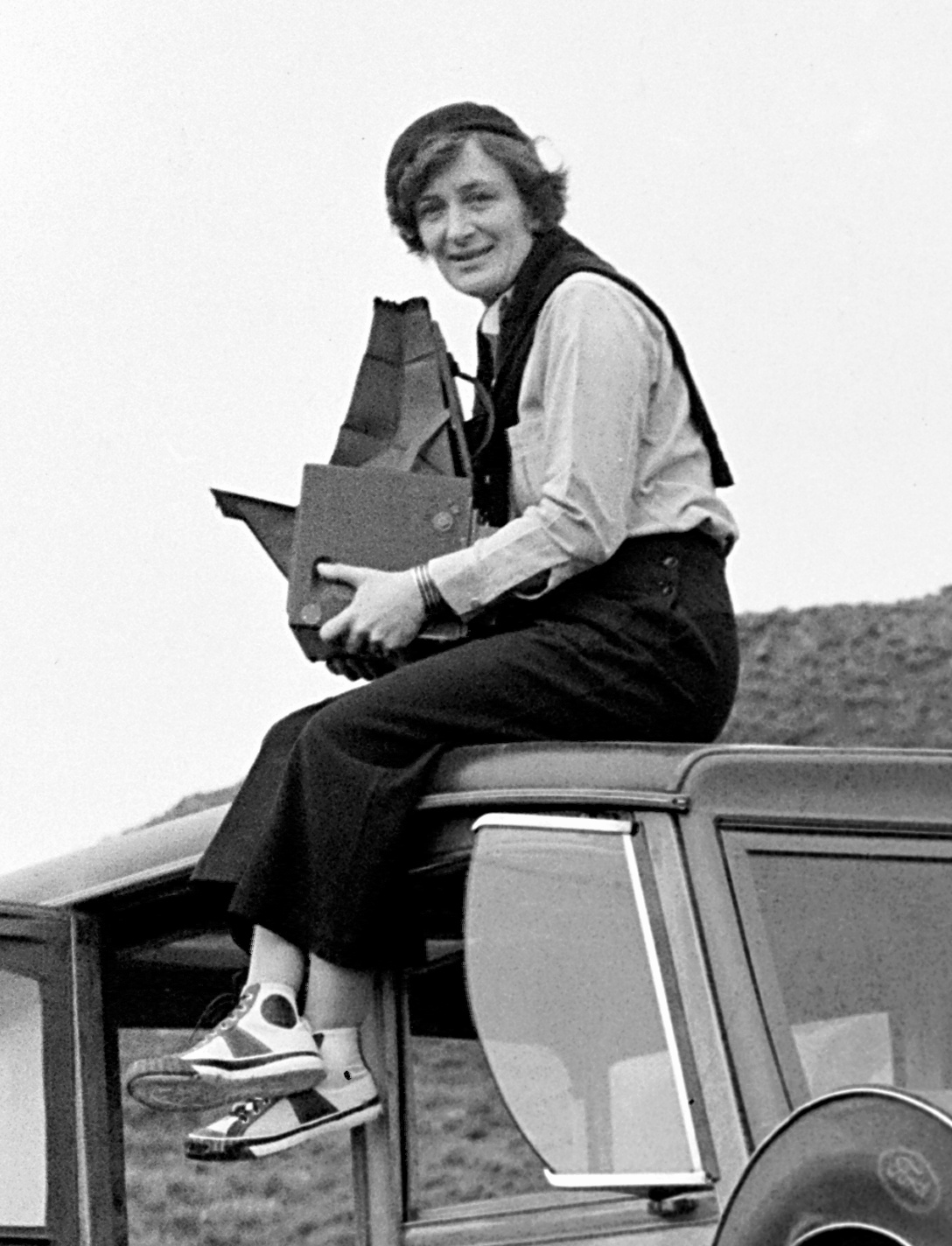
Dorothea Langeová, americká dokumentární a novinářská fotografka

Účast žen ve fotografii sahá až k samým počátkům tohoto procesu. Některé z prvních fotografek, z nichž většina pocházela z Británie nebo Francie, byly vdané za průkopníky nebo měly blízké vztahy s jejich rodinami. Bylo to především v severní Evropě, kde ženy poprvé vstoupily do oblasti fotografie a od 40. let 19. století si otevíraly ateliéry v Dánsku, Francii, Německu a Švédsku, zatímco v Británii koncem 50. let 19. století ženy z bohatých rodin rozvíjely fotografii jako umění. V New Yorku se otevřela první studia řízená ženami teprve v 90. letech 19. století.
Po britském spolku Linked Ring, který propagoval uměleckou fotografii od 80. let 19. století, Alfred Stieglitz povzbudil několik žen, aby se připojily k hnutí Fotosecese, které založil v roce 1902 na podporu takzvaného piktorialismu. Ve Vídni byla Dora Kallmusová průkopnicí ve využívání fotografických studií jako módních míst setkávání rakousko-uherské aristokracie.
Ve Spojených státech ženy nejprve fotografovaly jako amatérky, některé produkovaly umělecká díla, která mohly vystavovat na významných výstavách. Vytvářely nejen portréty celebrit a domorodých Američanů, ale také fotografovaly krajiny, zejména na počátku 20. století. Zapojení žen do fotožurnalistiky mělo také své začátky na počátku 20. století, ale pomalu se rozvíjelo během 1. světové války.

## První účastnice
Zatímco práce anglických a francouzských gentlemanů, kteří se podíleli na vývoji a průkopnickém procesu fotografie, je dobře zdokumentována, roli, kterou hrály ženy v prvních dnech, je věnována pozornost menší.

### Počátky

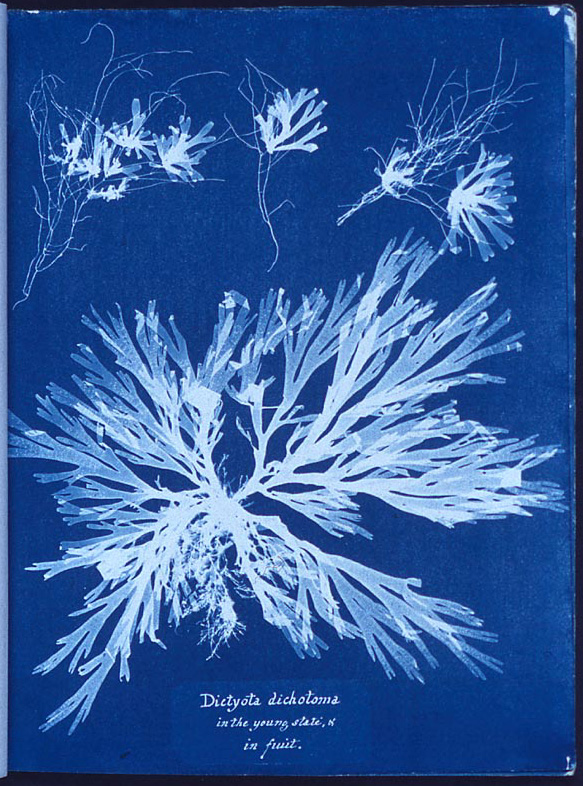
Anna Atkinsová: Dictyota dichotoma, Kyanotypický fotogram zhotovený pro knihu Photographs of British Algae: Cyanotype Impressions, 1843

Ženy se však fotografování věnovaly od začátku. Constance Fox Talbotová, manželka Henryho Foxe Talbota, jednoho z klíčových hráčů ve vývoji fotografie ve 30. a 40. letech 19. století, sama experimentovala s tímto procesem již v roce 1839. Richard Ovenden jí připisuje umělecký obraz krátkého verše irského básníka Thomase Moora, který ji oslavuje jako nejstarší známou fotografku.
Anna Atkinsová, botanička, kterou do fotografie uvedl Fox Talbot a vysvětlil jí svou techniku „fotogenické kresby“ a také svůj proces kalotypie. Poté, co se o procesu kyanotypie dozvěděla od jeho vynálezce Johna Herschela, byla schopna vytvořit kyanotypové fotogramy sušených řas. Publikovala je v roce 1843 ve svém díle Photographs of British Algae: Cyanotype Impressions, údajně první knize s fotografickými ilustracemi.
Další botanik a nadšený amatérský fotograf, John Dillwyn Llewelyn, byl pravděpodobně uveden do fotografie svou manželkou Emmou Thomasinou Talbotovou, sestřenicí Foxe Talbota. Jeho žena projevila raný zájem o fotografování a prováděla všechny jeho tiskařské práce.

### První profesionálky
Ve Švýcarsku začala Franziska Möllingerová (1817–1880) pořizovat daguerrotypie švýcarských scénických pohledů kolem roku 1842 a v roce 1844 vydala jejich litografické kopie. Profesionálně se věnovala i fotografování portrétů od roku 1843. Asi o 20 let později se jednou z prvních profesionálních fotografek stala Alwina Gossauerová (1841–1926).
Ve Francii byla ranou profesionálkou v oboru fotografie Geneviève Élisabeth Disdéri. Spolu se svým manželem André-Adolphe-Eugènem Disdérima který je známý díky patentování procesu carte de visite, založila koncem 40. let 19. století v Brestu daguerrotypní studio. Poté, co ji Disdéri v roce 1847 opustil a odešel do Paříže, pokračovala v řízení podniku sama.
První německou profesionální fotografkou byla pravděpodobně Bertha Wehnert-Beckmann. V roce 1843 si spolu se svým manželem otevřela ateliér v Lipsku a po jeho smrti v roce 1847 vedla podnik sama. Emilie Bieber otevřela daguerrotypní studio v Hamburku v roce 1852. Po pomalém rozjezdu se podnikání zlepšilo a studio vedla až do roku 1885, kdy jej přenechala svému synovci. Ve Spojených státech se uvádí, že Sarah Louise Juddová (1802–1886) v Minnesotě vytvářela daguerrotypie již v roce 1848.
Také ve Švédsku ženy vstoupily do fotografického byznysu v rané fázi. Brita Sofia Hesselius dokázala vytvářet daguerrotypie v Karlstadu již v roce 1845 a Marie Kinnberg byla jednou z prvních, kdo v Göteborgu v letech 1851–1852 použil tuto novou fotografickou techniku. Hilda Sjölin se stala profesionální fotografkou v Malmö v roce 1860 a následujícího roku si zde otevřela ateliér zatímco Sofia Ahlbomová zařadila fotografii mezi umění, kterým se věnovala v 60. letech 19. století.
V roce 1864 se Bertha Valerius ve Stockholmu stala oficiální fotografkou švédského královského dvora (později ji následovala její studentka Selma Jacobssonová). Během 60. let 19. století existovalo nejméně 15 potvrzených fotografek ve Švédsku, z nichž tři, Rosalie Sjöman, Caroline von Knorring a Bertha Valerius patřily k elitě své profese. V roce 1888 se první žena, Anna Hwassová, stala členkou představenstva Fotografiska föreningen („Fotografické společnosti“).
Thora Hallager, jedna z prvních dánských fotografek, pravděpodobně studovala v Kodani od počátku 50. let 19. století. Je však připomínána především díky kompozičně povedenému portrétu Hanse Christiana Andersena, který pořídila v roce 1869. Další dánskou průkopnicí byla Louise Thomsenová, která od počátku 60. let 19. století provozovala fotografickou firmu v Hellebæku na severu Sjællandu. Mnoho fotografií, které pořídila v oblasti poblíž svého domova, se zachovalo a jsou publikovány v knížce Fotografen Louise Thomsen 1823–1907 Jespera Godvina Hansena.
V Norsku si Marie Magdalene Bullová otevřela svůj ateliér v 50. letech 19. století.
Ve Finsku si Caroline Beckerová z Vyborgu a Hedvig Kepplerová z Turku otevřely svá studia v roce 1859, následovaly čtyři další, dokud se Julia Widgrénová nestala koncem 60. let 19. století první slavnou finskou fotografkou.
Ve stejném desetiletí mělo Nizozemsko svou první profesionální fotografku, když Maria Hille pracovala se svým manželem v jeho ateliéru od roku 1853 a řídila jej vlastním jménem, když v roce 1863 ovdověla.
V africké Ghaně byla první profesionální fotografka Felicia Abbanová, v 60. letech 20. století mnoho let pracovala jako dvorní fotografka prvního prezidenta země Kwama Nkrumaha.

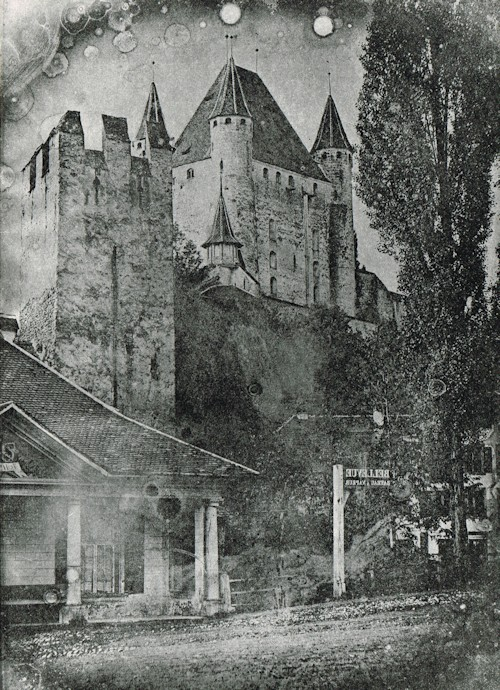
Franziska Möllingerová: Zámek Thun, daguerrotypie, asi 1844
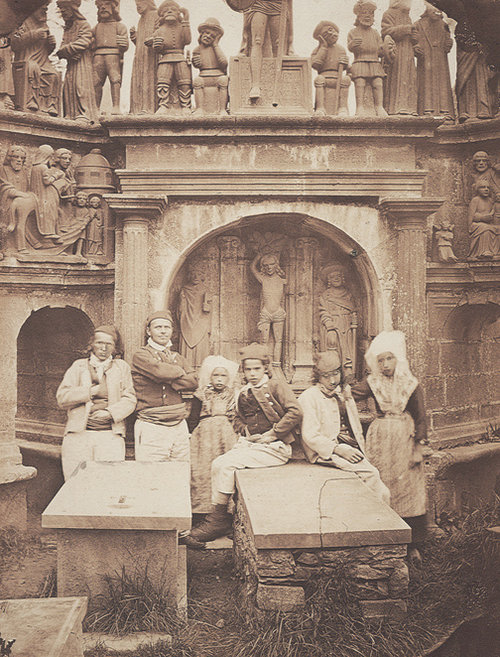
Geneviève Élisabeth Disdéri: Cimetière de Plougastel, 1856
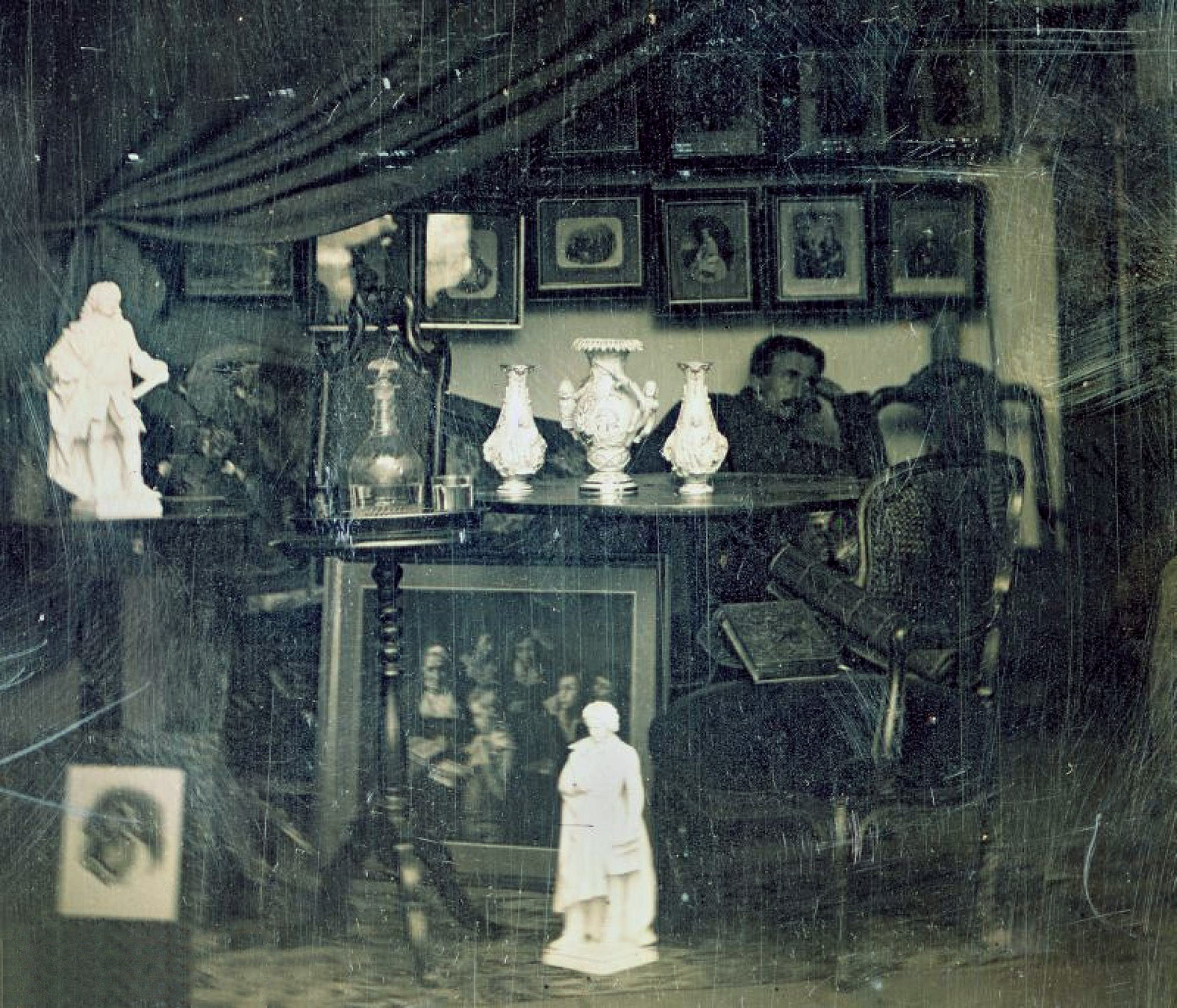
Bertha Wehnert-Beckmann: Wehnert-Beckmann studio, asi 1850
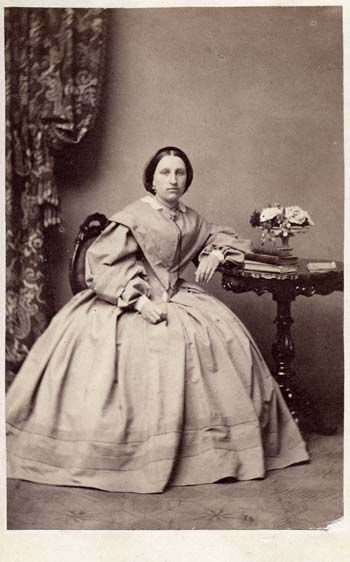
Hilda Sjölin: Portrét Idy Hultgrenové, 1863
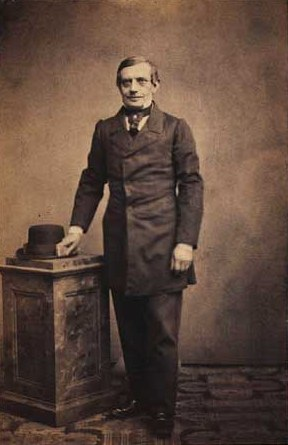
Thora Hallager: Niels Frederik Larsen, 1863
Thora Hallager: Hans Christian Andersen, 1869
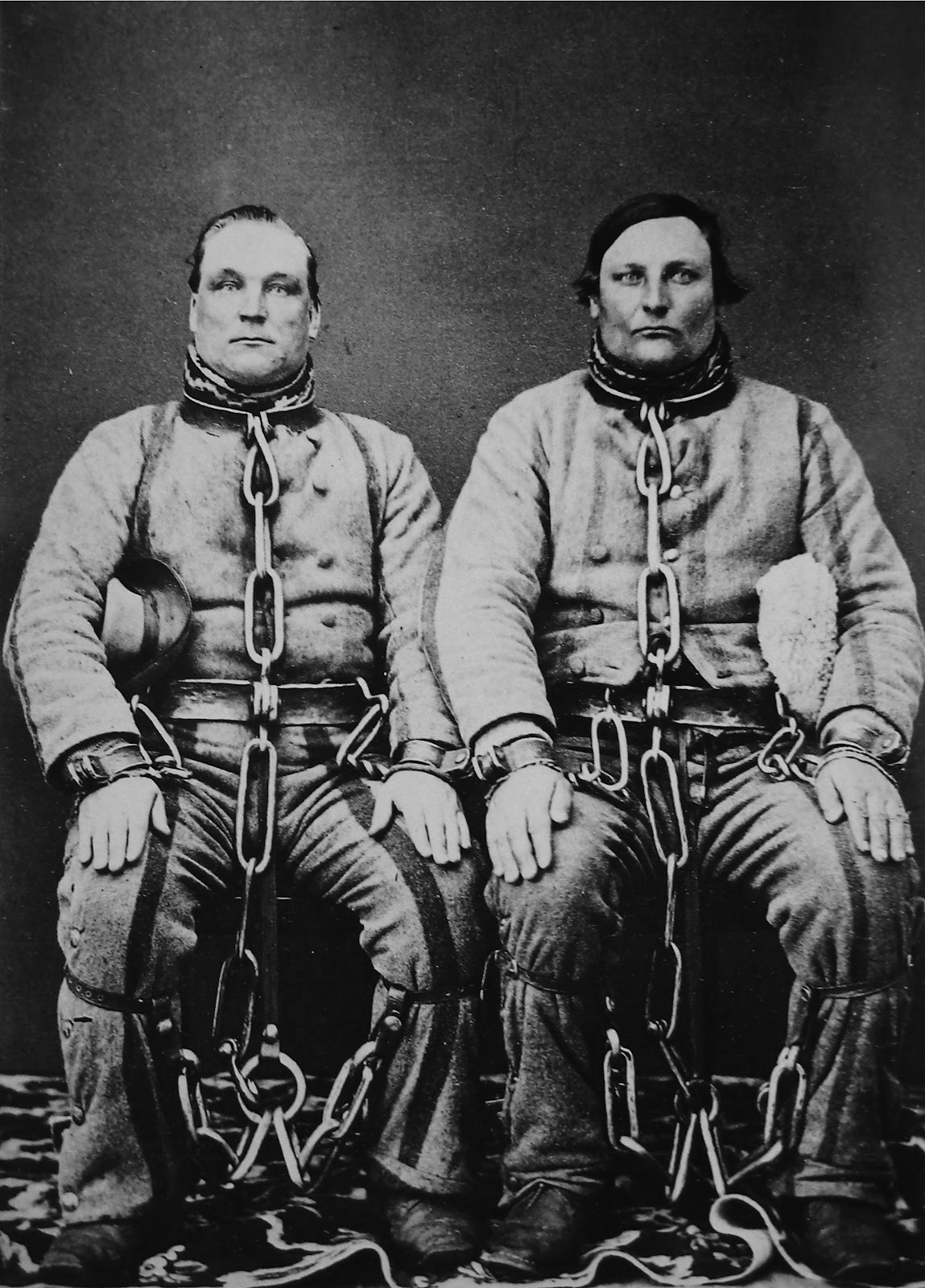
Julia Widgrén: Antti Rannanjärvi a Antti Isotalo svázaní v řetězech

### Průkopnice
V Británii jsou známé pro své rané příspěvky k umělecké fotografii dvě ženy. Koncem padesátých let 19. století začala pořizovat fotografie lady Clementina Hawardenová. Nejstarší snímky byly krajiny pořízené na panství Hawarden v Dundrumu v Irsku. Poté, co se rodina přestěhovala do Londýna, v roce 1862 přeměnila první patro svého domu v Jižním Kensingtonu na ateliér a naplnila jej rekvizitami, které lze vidět na jejích fotografiích. Specializovala se na portréty, zejména svých dvou nejstarších dcer oděných do tehdejších kostýmů. Její práce jí vynesly stříbrné medaile na výstavách Fotografické společnosti v letech 1863 a 1864.
Ještě uznávanější za průkopnickou uměleckou práci je Julia Margaret Cameronová. Přestože se její zájem o fotografii začal projevovat až v roce 1863, kdy jí bylo 48 let, vědomě pracovala na tom, aby se fotografie stala přijatelnou formou umění a pořídila stovky portrétů dětí a celebrit. Zatímco její oddanost rozostřenému vzhledu byla během jejího života často kritizována jako technicky nedostatečná, později vytvořila základ pro hnutí piktorialismu na začátku 20. století a nyní (2020) je široce oceňována. Caroline Emily Nevill a její dvě sestry vystavovaly v Londýnské fotografické společnosti v roce 1854 a dále přispěly architektonickými pohledy na Kent negativy z voskovaného papíru. V Itálii se Virginia Oldoini, milenka Napoleona III., začala zajímat o fotografii v roce 1856 a zaznamenávala charakteristické okamžiky svého života na stovkách autoportrétů, často v divadelních kostýmech.

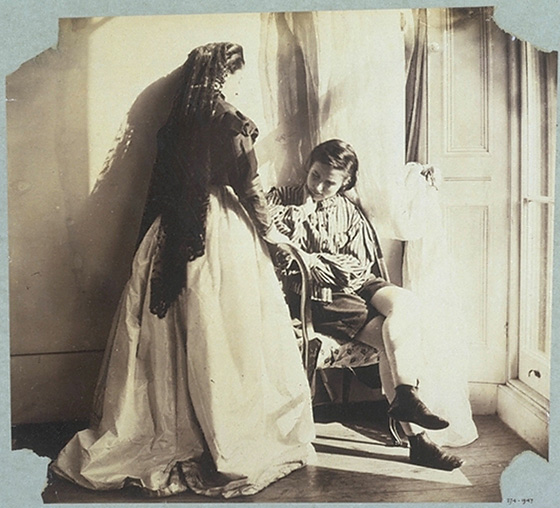
Clementina Hawardenová: Její kostýmované dcery Clementina Maude a Isabella, 1861
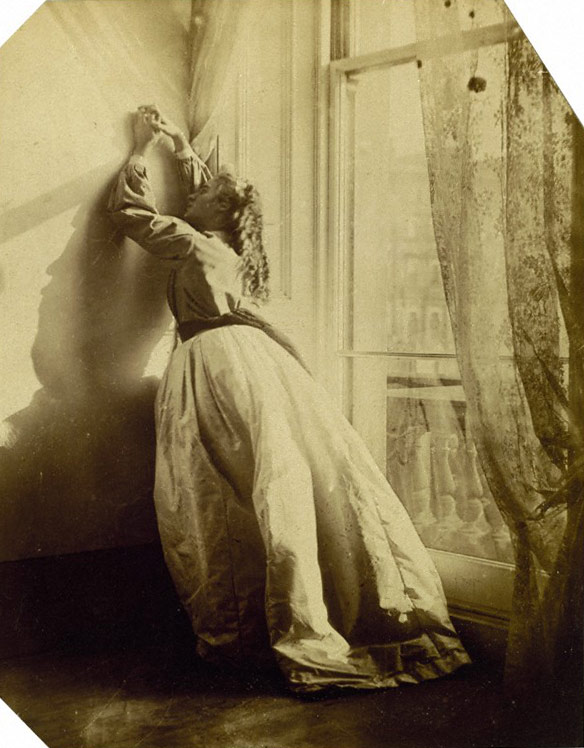
Clementina Hawardenová: Clementina Maude v dramatické poloze, asi 1862
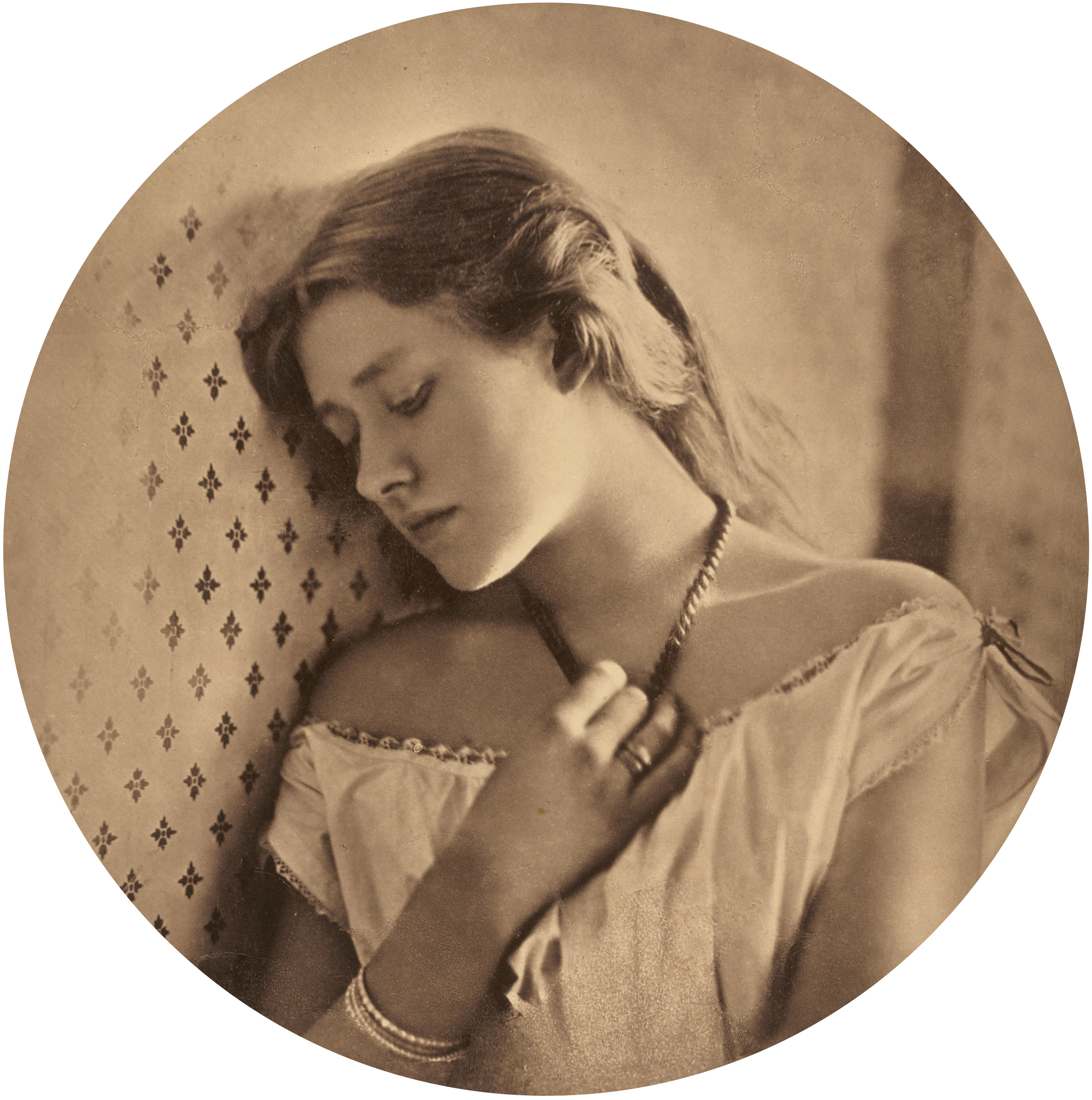
Julia Margaret Cameronová: „Smutek“, 1864
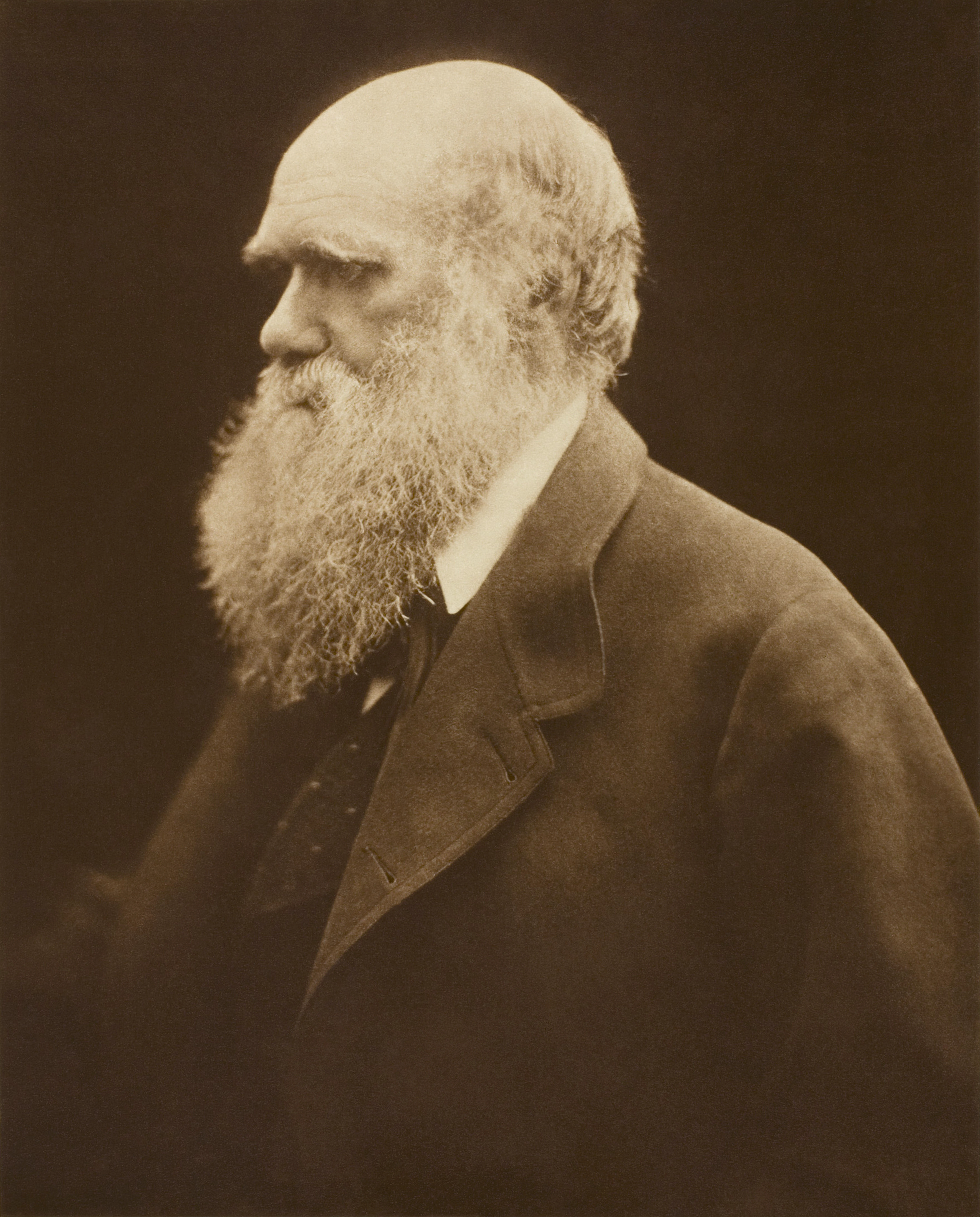
Julia Margaret Cameronová: Portrét Charlese Darwina, 1868
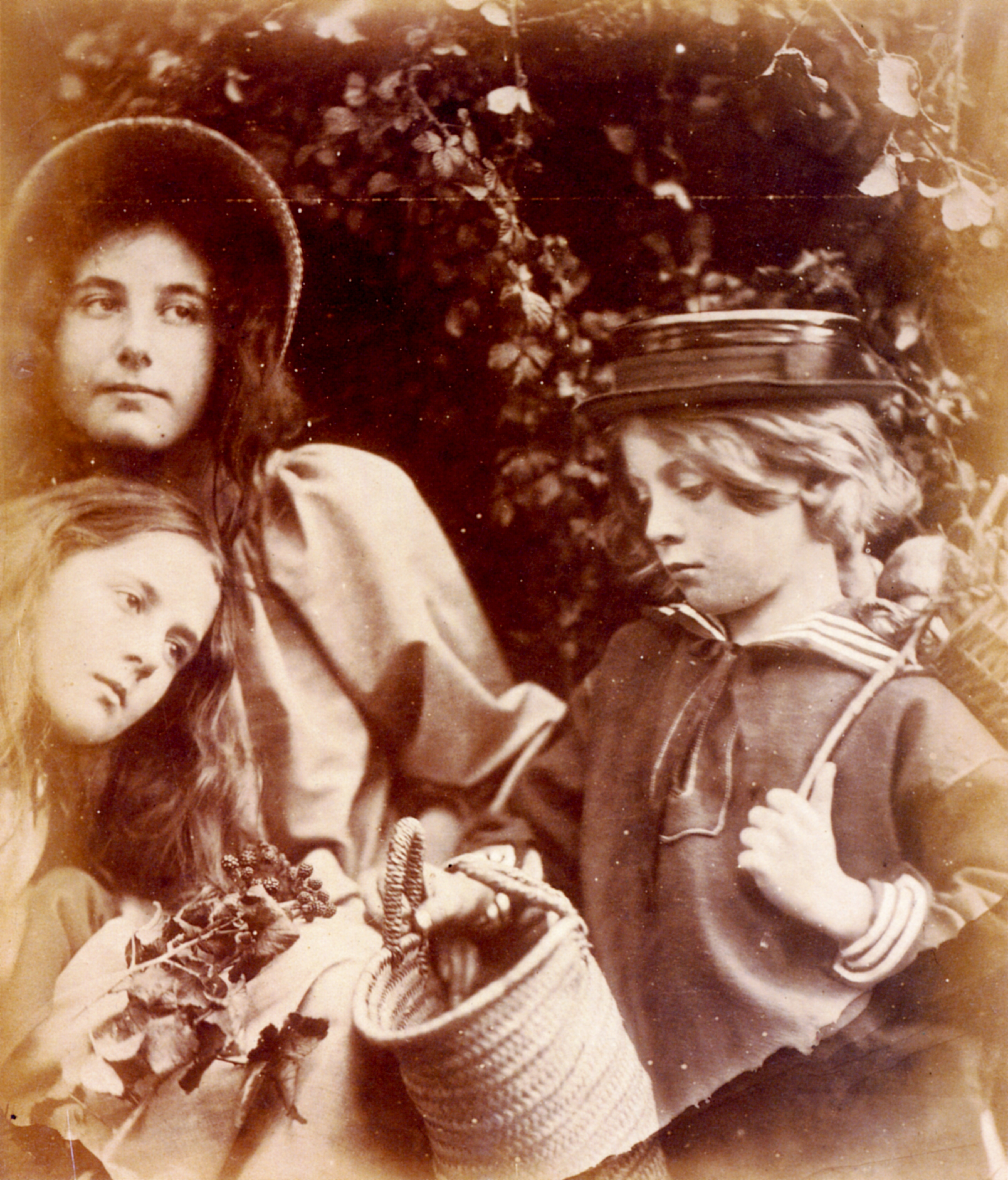
Julia Margaret Cameronová: „Blackberry Gathering“, asi 1869

### Ateliérová tvorba v 19. století
Nejstarší zdokumentovaná fotografická studia provozovaná ženami v anglicky mluvícím světě byla otevřena v 60. letech 19. století. Kromě toho se otevírala ateliéry žen ve Francii, Německu, Dánsku, Švédsku a Rusku.
V 60. a 70. letech 19. století vedly ženy nezávislá studia na dvou místech na Maltě. Sarah Ann Harrisonová působila jejím jménem v letech 1864 až 1871 z 74, Strada della Marina, Isola (Senglea), Malta. Adelaide Conroy působila po boku svého manžela Jamese Conroye (mentora fotografa Richarda Ellise) od roku 1872 až do roku 1880 v prostorách na adrese Strada Stretta 56 a 134, Valletta na Maltě.
Kolem roku 1866 Rjú Šimaová spolu se svým manželem Kakokuem Šimou otevřeli studio v japonském Tokiu. Na Novém Zélandu pomáhala Elizabeth Pulmanová svému manželovi Georgeovi s prací v jeho ateliéru v Aucklandu od roku 1867. Po jeho smrti v roce 1871 pokračovala ve vedení podniku do doby než v roce 1900 zemřela.
V Bejrútu v Libanonu založili Marie-Lydie Bonfils a její manžel Félix Bonfils v roce 1867 první fotografické studio v této oblasti, Maison Bonfils. Není známo, kolik fotografií pořídila Lydie, ale předpokládá se, že pořídila mnoho portrétů žen, protože fotografky byly preferovány pro skromnost. Lydie vedla studio po Félixově smrti v roce 1885 až do své evakuace do Káhiry v roce 1914, kdy Osmanská říše vstoupila do první světové války.
Řada dánských fotografek si svá vlastní studia otevírala velmi brzy. Frederikke Federspiel (1839–1913), která se fotografii naučila se svou rodinou v Hamburku, si v polovině 70. let 19. století otevřela ateliér v Aalborgu. Mary Steen otevřela své kodaňské studio v roce 1884, když jí bylo pouhých 28 let, a brzy se stala první dánskou dvorní fotografkou s portréty princezny Alexandry v roce 1888. Benedicte Wrenstedová (1859–1949) si v 80. letech 19. století otevřela studio v Horsens, než emigrovala do Spojených států, kde fotografovala domorodé Američany v Idahu.
Po studiu fotografie na Londýnské polytechnice si Alice Hughes (1857–1939) otevřela v roce 1891 ateliér na Gower Street v Londýně a rychle se stala přední fotografkou královské rodiny, žen a dětí. Na vrcholu své kariéry zaměstnávala 60 žen a portrétovala až 15 sezení denně. Hughes inspirovala další britskou fotografku, Lallie Charles, která společně se svou sestrou Ritou Martinovou patřily mezi komerčně nejúspěšnější portrétní fotografky v první dekádě 20. století. Dalšími průkopnicemi fotografkami své doby kromě nich byly ještě Christina Broom, Kate Pragnellová nebo Lizzie Caswall Smith.
Jednou z prvních fotografek, které otevřely ateliér v New Yorku, byla Alice Boughtonová, která studovala umění i fotografii na Pratt School of Art and Design. V roce 1890 si otevřela ateliér na East Street v Manhattanu a stala se jedním z nejuznávanějších portrétních fotografů ve městě. Zaida Ben-Yusufová, německého a alžírského původu, emigroval z Británie do Spojených států v roce 1895. V roce 1897 založila portrétní studio na Fifth Avenue v New Yorku, kde fotografovala celebrity.

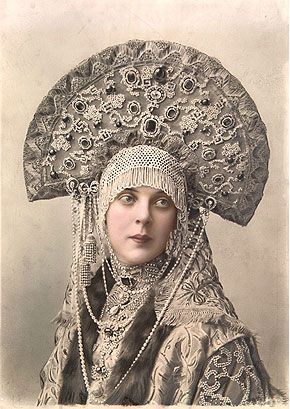
Jelena Lukinična Mrozovskaja: Princezna Olga Orlová na plese, 1903

Do fotografie zasáhly také ženy fotografky v Rusku. Jednou z nich byla Jelena Lukinična Mrozovskaja, působící v Petrohradu, kde měla ateliér. Mimo jiné portrétovala významné osobnosti své doby, jako jsou například: hudební skladatel Nikolaj Andrejevič Rimskij-Korsakov, balerína Matilda Feliksovna Kšesinskaja, herečka Věra Fjodorovna Komissarževskaja a další spisovatele a herce. Její fotografie interiéru Petrohradské konzervatoře, pořízené začátkem roku 1896, patří mezi nejstarší fotografie konzervatoře a v roce 1897 byla jmenována jejím oficiálním fotografem. Získala bronzovou medaili na Všeobecné umělecké a průmyslové výstavě ve Stockholmu (1897) a stříbrnou medaili na výstavě Universelle (1900) v Paříži a zúčastnila se také mezinárodní soutěže Liège International (1905). Stanislava Ivanovna Klimaševskaja byla majitelka fotografického obchodu ve městě Astrachaň, nejznámější fotografka v Astrachani na konci 19. a začátku 20. století. Zdědila obchod po svém muži Lavrenci Vikentieviči Klimaševském. Fondy Astrachaňského státního muzea obsahují nejvíce fotografií z jejího ateliéru – přes tři sta padesát kusů a několik alb, ve kterých je mnoho portrétů, zejména mladých, studentů, dětské fotografie, skupin, rodin nebo svateb. Ve studiu byli fotografováni zástupci různých oblastí života, mezi nimiž byla i řada známých osobností: Nikolaj Gavrilovič Černyševskij, biskup Jan Kronštadtský, guvernér I. N. Sokolovskij, obchodníci a bratři I. A. a A. A. Gubinovi, spisovatel a revolucionář Nariman Narimanov a další. Ateliér provedl také komplexní fotografie zahrnující velké množství lidí. Fotografka C. A. Klimaševskaja byla jediná dvorní fotografka „Dvoru Jeho Veličenstva Šáha perského“ v Astrachani. Nosit tak vysokou hodnost byla velká čest a odpovědnost. Celkem působili fotografové Lavrentije Vikentjeviče a Stanislavy Ivanovny Klimaševské čtyřicet tři let.
V Norsku byl velký podíl žen – fotografek, které v Norsku zakládaly fotografická studia. Růst byl umožněn změnou zákona v roce 1866, která umožnila ženám podnikat. Encyklopedie fotografie devatenáctého století novou skupinou fotografek pohrdá, ale o několika se zmiňuje. Mezi ně patří Marie Høeg s Bolettou Berg v Hortenu, Augusta Charlotte Solberg v Lillehammeru, Louise Wold v Holmestrandu, Louise Abel v Christianii nebo Agnes Nyblin a Hulda Marie Bentzen v Bergenu.
Na konci 19. století provozovaly fotografické studio Berg & Høeg fotografky Marie Høeg a Bolette Berg. Høeg byla nejen fotografka, ale také sufražetka. Její publikovaná práce byla tradiční, zatímco její soukromé fotografie, včetně obrazů a vytvořených s její partnerkou Bolette Berg, zpochybňovala rodové myšlenky. Byla zakladatelkou Diskusní asociace v Hortenu, která je dodnes aktivní. Høeg také založila v Hortenu pobočku Národní asociace pro právo žen na hlasování nebo Asociaci pro léčbu tuberkulózy. Høeg se přestěhovala z Finska do Hortenu v roce 1895 společně s Bolettou Berg. Berg byla o pět let mladší než Høeg a studovala fotografii, pravděpodobně během pobytu ve Finsku. Høeg a Berg založily a provozovaly vlastní fotografické studio, které se jmenovalo Berg & Høeg. Høeg využívala své studio nejen pro fotografii, ale také jako místo setkávání žen se zájmem o feminismus a ženské volební právo. Høeg a Berg se přestěhovaly do Kristianie (dnešního Osla) v roce 1903 a pokračovaly v práci profesionálních fotografek, většinou vyráběly scénické a portrétní pohlednice. Mnoho jejích skleněných negativů bylo objeveno po její smrti v 80. letech uvnitř stodoly. Stodola byla ve vlastnictví farmy, kde Berg a Høeg bydlely na konci svého života. Série negativů v krabici označené jako „soukromé“ obsahovala fotografie Berg a Høeg oblečené v pánských šatech, během kouření doutníků a nošení knírů.
V rámci svého působení jako paní „hoffmeisterová“ pro královnu Maud z Walesu fotografovala Marie Magdalena Rustad. Agnes Nyblin začala podnikat v Bergenu se svým manželem, ale ten zemřel již v roce 1894. Podnikala sama až do roku 1911, provozovala studio s názvem „K. Nyblin“. Byla vybrána jako policejní fotografka v roce 1897. Fotografovala mimo jiné na hudebním festivalu v roce 1898 a zaznamenala setkání mnoha předních dánských skladatelů a hudebníků. Ve městě Moss si 15. července 1891 založila vlastní ateliér Karen Bratli, aby zajistila rodině dostatek finančních příjmů po smrti svého otce. V roce 1893 koupila archiv od fotografky Charlotty Abel, která také pracovala v Mossu. Fotografka Bratli žila v Mossu se svou sestrou Albertou Bratli (1862–1906), také fotografkou, která své snímky označovala K. Bratli, Skien, což naznačuje, že ve fotografování byla také aktivní. Ateliér po Karen převzal 1. dubna 1909 fotograf Heinrich Adolf Christel Theodor Bachmann.
Naciye Suman byla první tureckou muslimskou ženou, která se stala profesionální fotografkou. Poté, co vystudovala fotografii v Rakousku, si v roce 1919 otevřela doma vlastní studio. Její klienti byly převážně ženy, kterým fotografovala portréty a svatební fotografie. Později vyučovala fotografování v sultánském paláci. Během této doby bývaly ženy zahaleny a nepracovaly, zvláště pak ty, které byly dcerami pašů, ale i přesto měla hned od prvního dne klienty. Mnoho žen, jejichž manželé byli právě ve válce, chtělo přidat k dopisům i svou fotografii.
Za jednu z prvních fotografek v Nové Číně je považována fotožurnalistka Niou Wej-jü. Její kariéra začala ve 40. letech 20. století dokumentováním válečných operací čínské komunistické strany a pokračovala i po roce 1949. Byla oceňována za fotografie obyčejných dělníků a příslušníků národnostních menšin a jako jedna z mála fotografek se specializovala na fotografie žen. Byla členkou čínské komunistické strany a Čínské asociace fotografů.

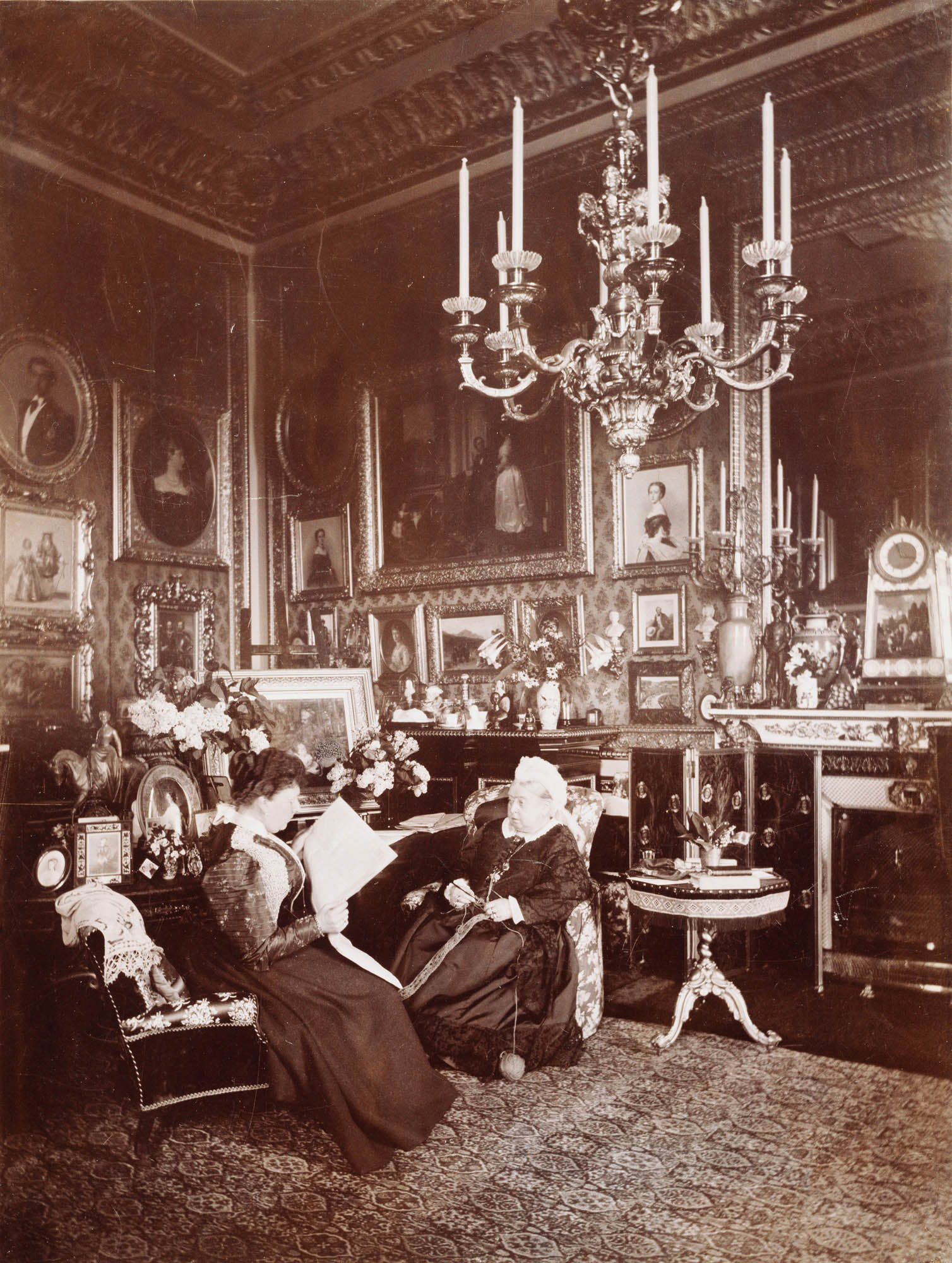
Mary Steen: Královna Viktorie s princeznou Beatrice na zámku Windsor, 1895
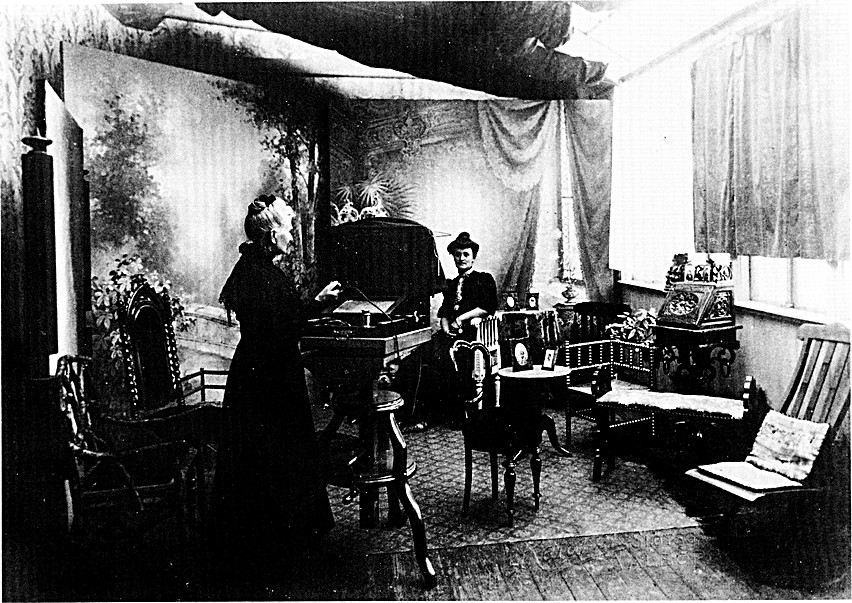
Frederikke Federspiel s klientem ve svém studiu v Aalborgu, 1910
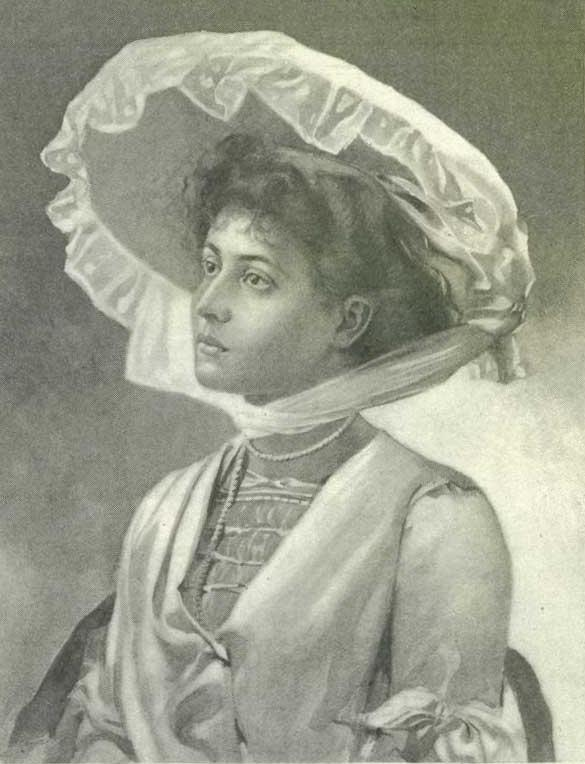
Alice Hughes: Pauline Waldorf Astor, 1904
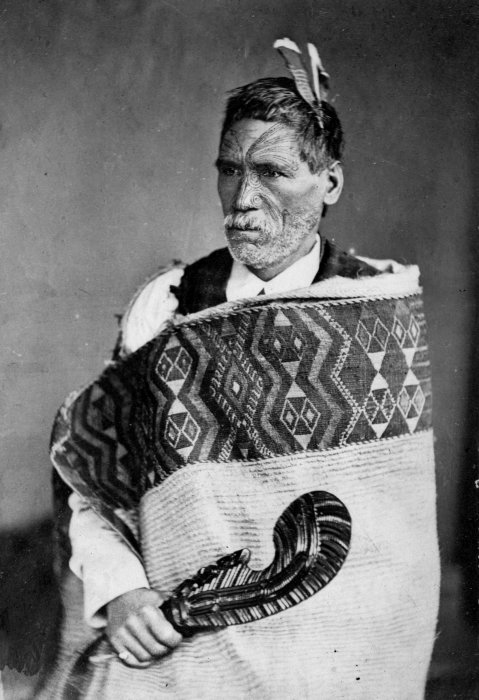
Elizabeth Pulmanová: Rewi Manga Maniapoto, 1879
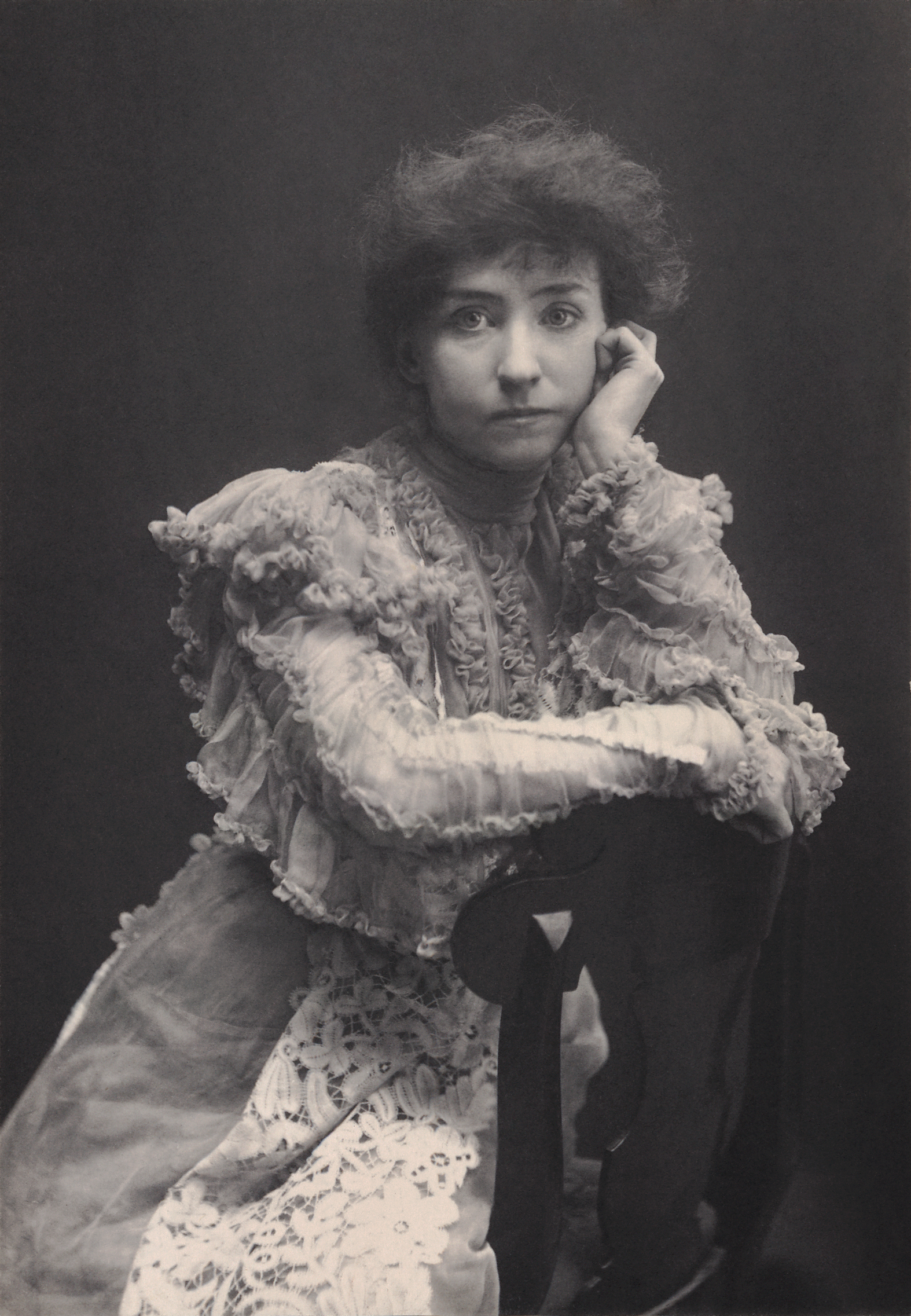
Zaida Ben-Yusufová: Paní Fiske, Láska najde cestu, 1896
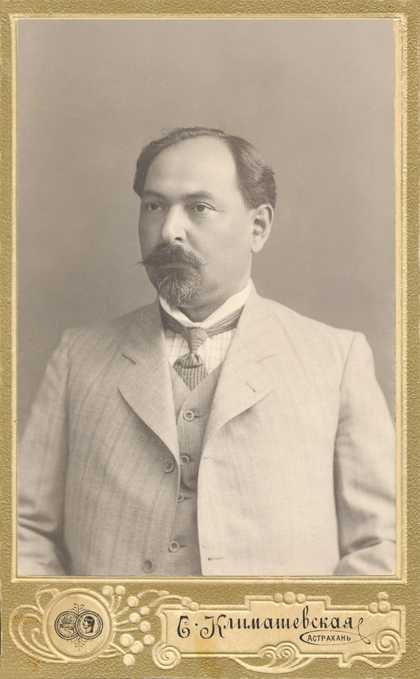
Stanislava Ivanovna Klimaševskaja: Spisovatel a revolucionáíř Nariman Narimanov, fotografický portrét pořízený ve studiu, Astrachaň, 1913

### Historie fotografek v Americe
Existuje několik zdokumentovaných případů žen provozujících studia samy nebo se svými manžely během a před 60. lety 19. století. Jedním z příkladů je Elizabeth Beachbardová (1822–1861), která na začátku americké občanské války uzavřela své studio v New Orleans, aby mohla fotografovat společníky v Camp Moore v Louisianě. Julia Ann Rudolphová byla americká studiová fotografka působící v New Yorku a Kalifornii v 19. století. Dokázala se prosadit v době, kdy bylo jen velmi málo profesionálních fotografek, její kariéra trvala pozoruhodných čtyřicet let.
Po obrovském kulturním a technologickém pokroku po bouřlivých dvacátých letech se počet fotografek drasticky zvýšil, odhaduje se asi na 5 000. Navzdory tomu, že stále existovala zřejmá linie genderových omezení, fotografie umožnila ženám rozvinout svou kreativitu. Přišlo mnoho různých příležitostí, včetně různých magazínů, jako je Americký amatérský fotograf, které umožnily fotografkám dále předvést své dovednosti. Úspěch žen ve fotografii lze přičíst progresivní době, kdy se role žen v každodenní společnosti nesmírně změnily a obrátily. Během tohoto časového období bylo údajně velké množství fotografek součástí fotografických organizací.

## Piktorialistky
Využití fotografie jako umělecké formy existovalo téměř od samého počátku, ale bylo to koncem 19. a začátkem 20. století, kdy se pod vlivem Američana Alfreda Stieglitze její umělecký potenciál, nazývaný piktorialismus, stal široce uznávaným. Mezi Stieglitzovy nejbližší spolupracovníky patřily Gertrude Käsebierová (1852–1934) a Eva Watson-Schütze (1867–1935), které se po studiu výtvarného umění obrátily k fotografii a věnovaly se rozvoji umělecké fotografie. Jejich spojení se Stieglitzem vedlo v roce 1902 k tomu, že se staly spoluzakladatelkami hnutí Fotosecese. Pokračovaly v pořizování romantických, ale dobře komponovaných portrétů, které byly prezentovány na významných výstavách. Kromě toho je Käsebierová známá svými portréty původních Američanů a brzy se stala jednou z nejuznávanějších profesionálních fotografek ve Spojených státech. Mezi další významné piktorialistky patřily asistentka Käsebierové Alice Boughton a Anne Brigmanová (1869–1950) se svými snímky ženských aktů. Mary Devensová (1857–1920), která experimentovala s tiskařskými technikami, byla jako Käsebierová zvolena členkou britského spolku Linked Ring, který předcházel Fotosecesi v propagaci fotografie jako umělecké formy. Kanaďanka německého původu Minna Keene (1861–1943) byla také jedna z prvních členek Linked Ring.
Historik Shelley Rideout jako piktorialistky označil Lauru Adams Armerovou, Emily Pitchfordovou a Adelaidu Hanscomovou Leesonovou.

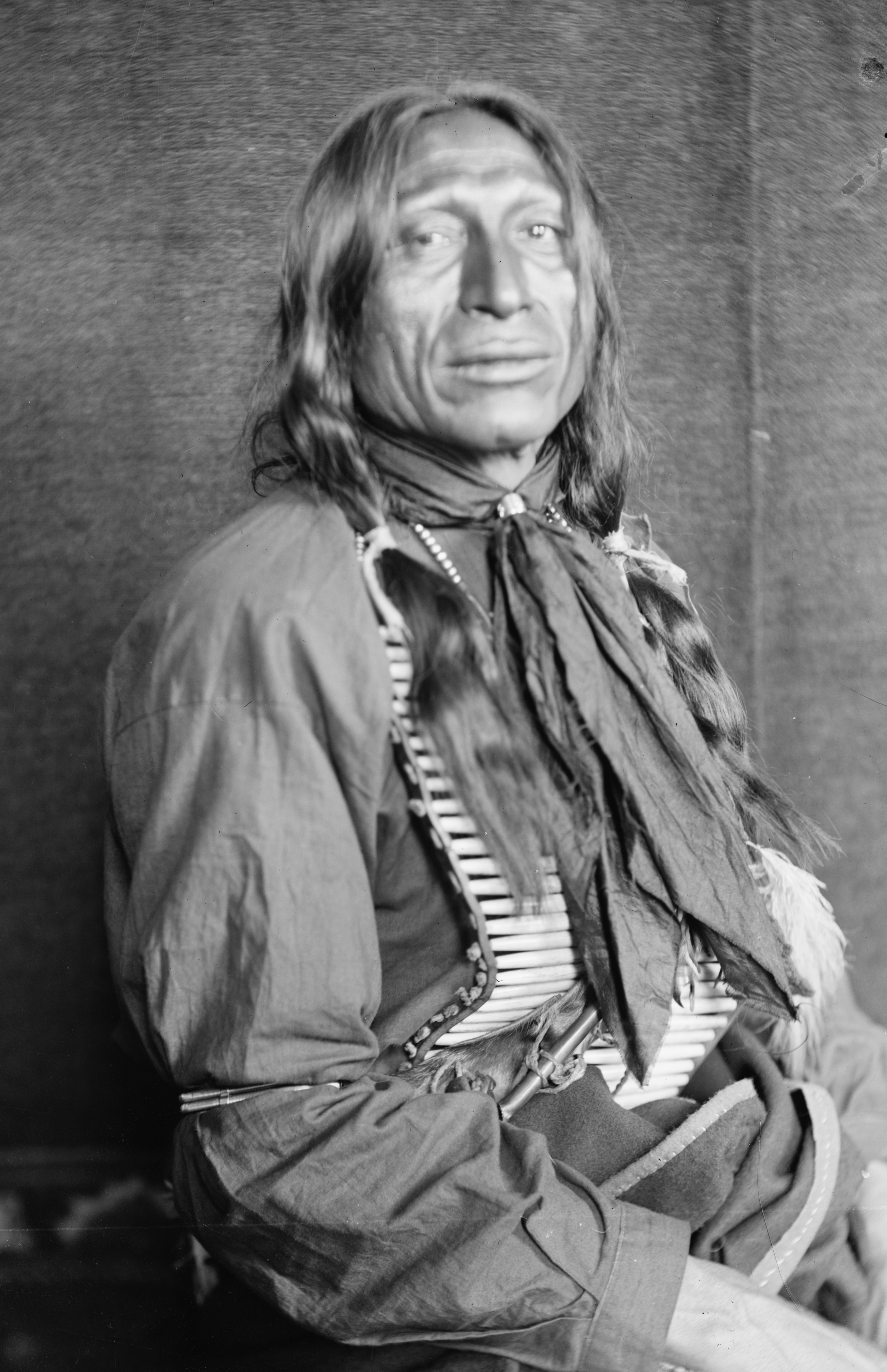
Gertrude Käsebierová: Chief Iron Tail, 1898
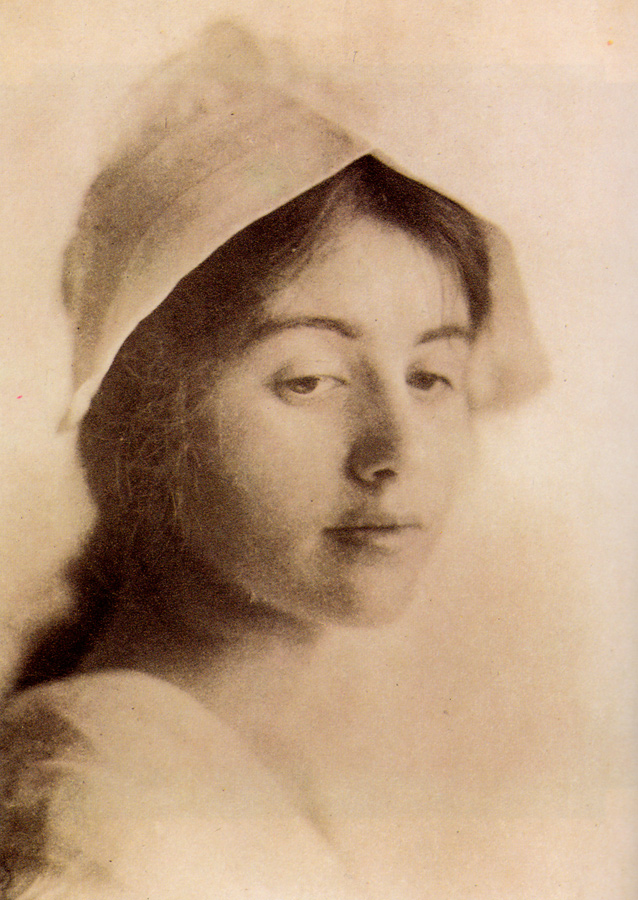
Eva Watson-Schütze: Studie hlavy, 1900
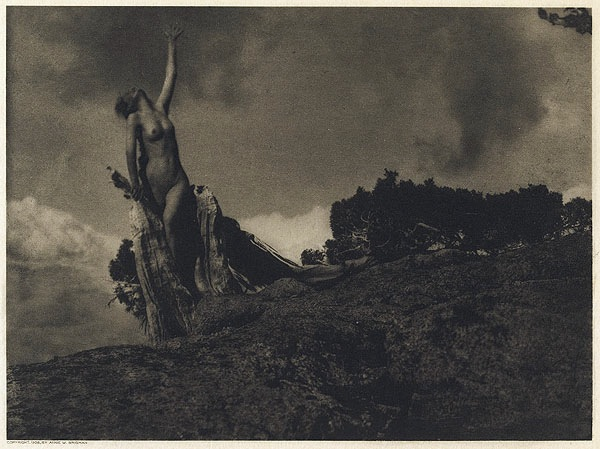
Anne Brigmanová: Soul of the Blasted Pine, 1908
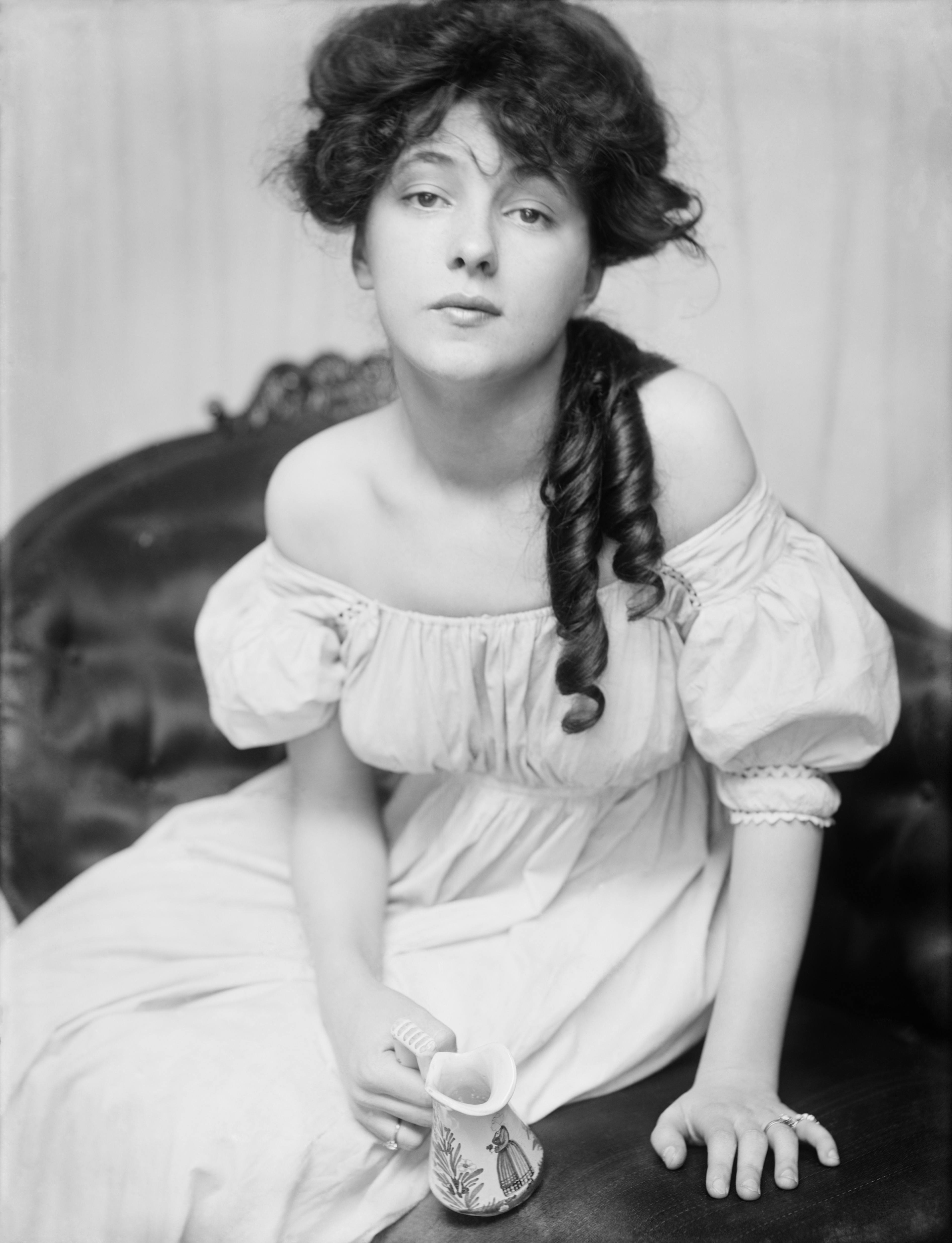
Gertrude Käsebierová: Slečna N, portrét Evelyn Nesbitové, 1903
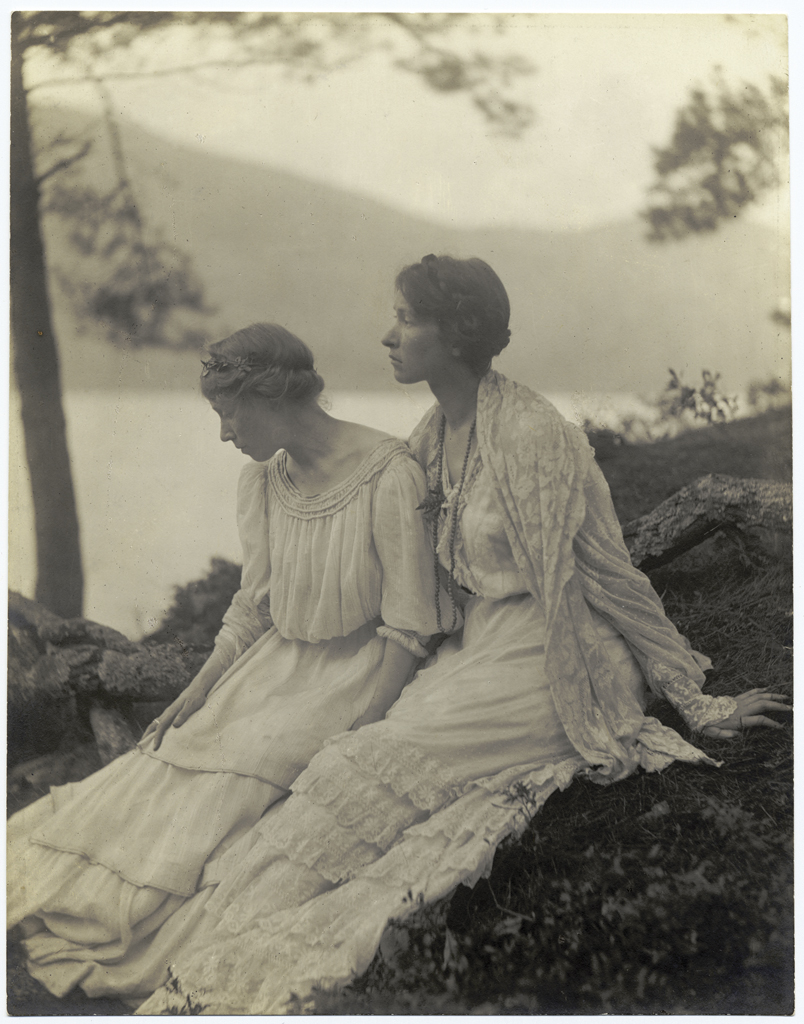
Alice Boughtonová: Dvě ženy pod stromem, 1906

## Vídeňské fotografky
V předválečné Vídni, pravděpodobně více než v kterémkoli jiném evropském městě, fotografické ateliéry řízené ženami, zejména židovskými ženami, výrazně převyšovaly ty, které řídili muži. Celkem mělo ve městě ateliéry asi 40 žen, ale nejznámější z nich byla bezpochyby Dora Kallmusová (1881–1963) známá jako Madame d'Ora se v roce 1905 stala členkou Vídeňské fotografické společnosti a v roce 1907 zde otevřela ateliér. Po úspěchu u rakousko-uherské šlechty otevřela spolu se svým německým kolegou Arthurem Bendou v Paříži druhý ateliér, který ve 30. letech dominoval scéně společenské a módní fotografie. Kromě své fotografické role se ateliéry Dory Kallmusové staly módními místy setkávání intelektuální elity. Mezi další fotografky, které se vydaly na úspěšnou kariéru ve Vídni, patřily Trude Fleischmannová (1895–1990), která se proslavila sérií aktů tanečnice Claire Bauroff, než se přestěhovala do New Yorku, a Klára Loosová (1904–1942) československého původu, která zemřela v nacistickém koncentračním táboře v Rize. Fotografickou dráhu ve Vídni zahájila i Margaret Michaelis-Sachsová (1902–1985), která nakonec emigrovala do Austrálie. Je známá svými scénami židovského trhu v Krakově ze 30. let 20. století.
Lotte Meitner-Grafová byly portrétní fotografka známá svými černobílými fotografiemi. V roce 1937 se s rodinou přestěhovala do Anglie a v roce 1953 otevřela vlastní studio na adrese Old Bond Street 23. Frisch v jejím nekrologu v deníku The Times poznamenal, že „jistě je jen málo vzdělaných lidí, kteří neviděli některý z jejích fotografických portrétů, ať už na přebalu knihy, na obalu gramofonové desky, nebo na koncertním programu". Fotografovala Alberta Schweitzera, hudebníky Marion Andersonovou, Klemperera a Menuhina; herce Johna Gielguda a Dannyho Kaye; a vědce Lorda Blacketta, Williama Lawrence Bragga, biochemistku Dorothy Hodgkinovou nebo biologa Maxe Perutze.

## Krajina a pouliční fotografie
Sarah Laddová (1860–1927) začala fotografovat krajiny v Oregonu na konci 19. století. Její snímky řeky Columbia, které vytvořila v temné komoře na hausbótu, byly vystaveny v roce 2008 v Portland Art Museu. Evelyn Cameronová (1868–1928) narozená v Británii pořídila rozsáhlou sérii pozoruhodně jasných snímků Montany a tamních obyvatel na konci 19. století. Znovuobjevené v 70. letech 20. století vyšly v knižní podobě jako Photographing Montana 1894–1928: The Life and Work of Evelyn Cameron.
Laura Gilpinová (1891–1979), kterou k fotografii přivedla Gertrude Käsebierová, je známá svými snímky domorodých Američanů a jihozápadních krajin, zejména těch, které byly pořízeny ve 30. letech 20. století. Berenice Abbottová (1898–1991) je známá především svými černobílými fotografiemi New Yorku z let 1929 až 1938. Velká část práce byla vytvořena pod Federal Art Project; výběr byl poprvé publikován v knižní podobě v roce 1939 jako Changing New York. Poskytuje historickou kroniku mnoha později zničených budov a čtvrtí Manhattanu.
V Mexiku byla Lola Álvarez Bravo (1903–1993) známá svými portréty a uměleckými příspěvky zaměřenými na zachování kultury její země. Její díla jsou zastoupena ve sbírkách mezinárodních muzeí včetně Muzea moderního umění v New Yorku. Podle jejích vlastních slov: „Pokud mají moje fotografie nějaký význam, pak to, že představují Mexiko, které kdysi existovalo.“

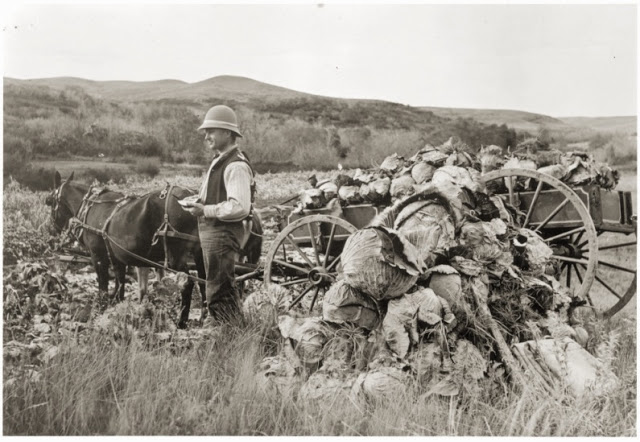
Evelyn Cameronová: Alec Flower, její bratr, 1898
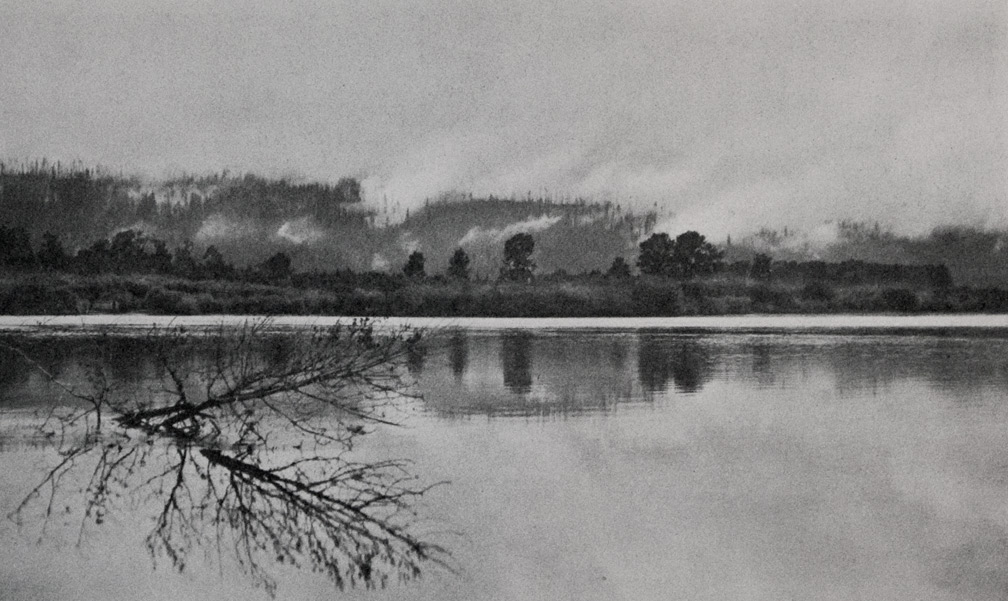
Sarah Laddová: Brzy ráno nad Vancouverem, 1905
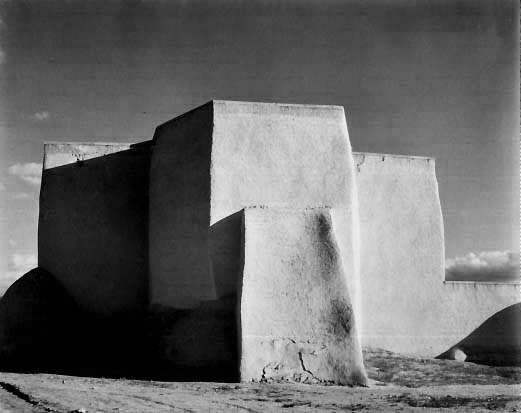
Laura Gilpinová: Mission Church at Rancho de Taos, 1930
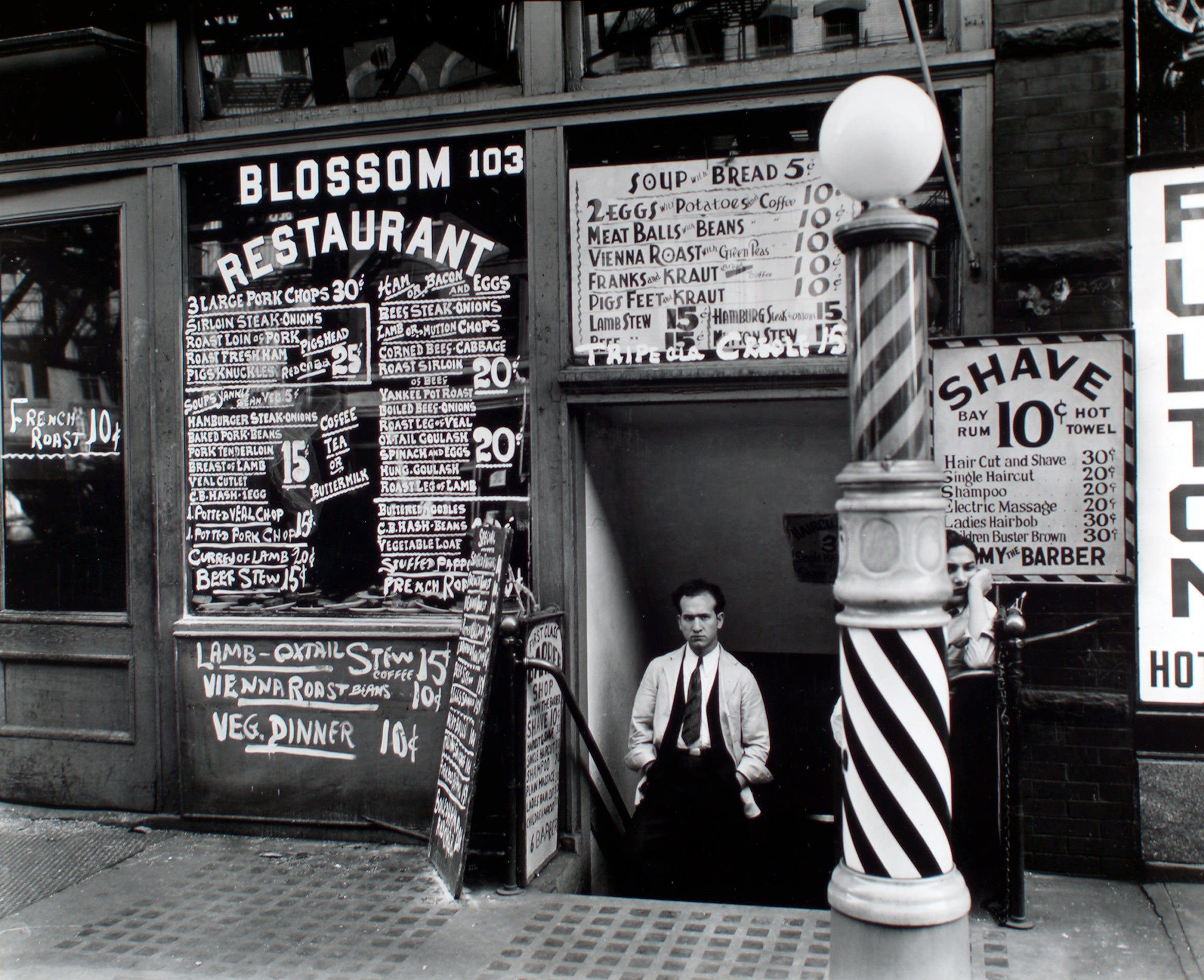
Berenice Abbottová: Blossom Restaurant, New York, 1935

## Fotožurnalistika a dokumentární tvorba
Divize Library of Congress Prints and Photographs Division uchovává miliony snímků, které byly vytvořeny pro publikování v časopisech a novinách. Online katalog Library of Congress Prints and Photographs umožňuje vyhledávání snímků pořízených fotoreportérkami podle jména.

### Průkopnice na přelomu 19. a 20. století
Jessie Tarbox Bealsová (1870–1942) narozená v Kanadě je považována za nejstarší americkou fotoreportérku, která v roce 1899 fotografovala státní věznici v Massachusetts pro Boston Post. Poté byla v roce 1902 najata The Buffalo Inquirer a The Courier. Zaida Ben-Yusufová byla žena, která si vydělávala na živobytí nezávisle navzdory omezenému počtu profesí otevřených ženám ve dvacátém století. Sestry Gerhardovy otevřely své vlastní fotografické studio v St. Louis ve státě Missouri v roce 1903 a jejich fotografie se často objevovaly v místních i celostátních médiích.
Označení první britská novinářská fotografka dostala Christina Broom, která si postavila stánek na Royal Mews v Buckinghamském paláci a prodávala pohlednice s fotografiemi, které sama nafotografovala. Tento stánek provozovala od roku 1904 do roku 1930. Dokumentovala místní scény v Chelsea, včetně těch v Paláci, stejně jako závodů lodí The Boat Race a pochodů a výstav Sufražetek. Pohlednice se prodávaly dobře: během jedné noční směny vytiskli až 1000 kopií.

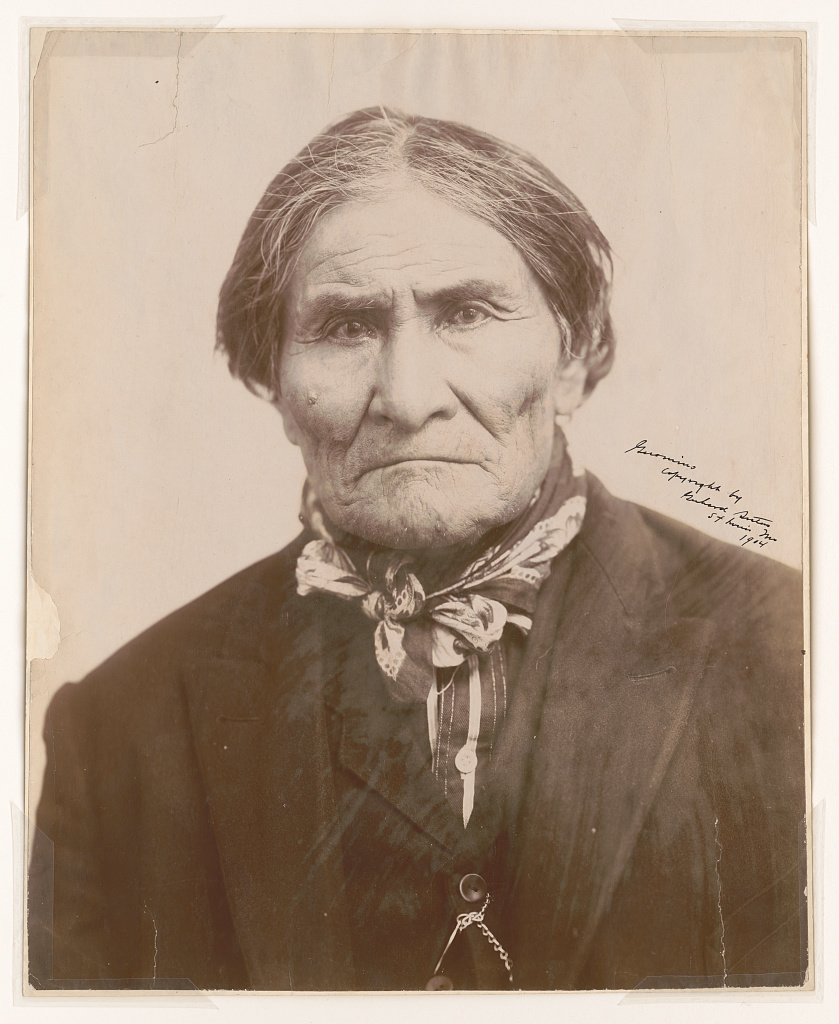
Sestry Gerhardovy: Geronimo, asi 1904
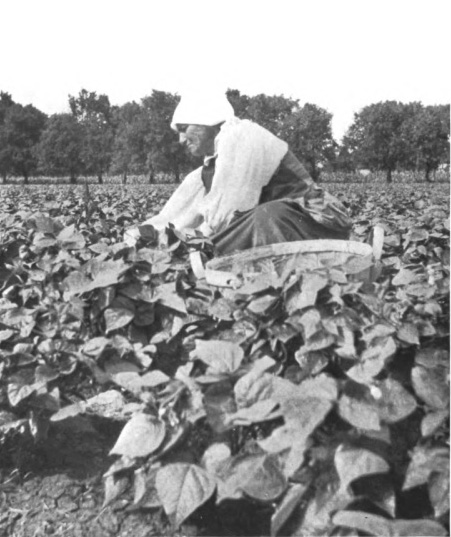
Edith Watsonová: Plení fazolí na holandské farmě u Winnipegu v Manitobě, asi 1918
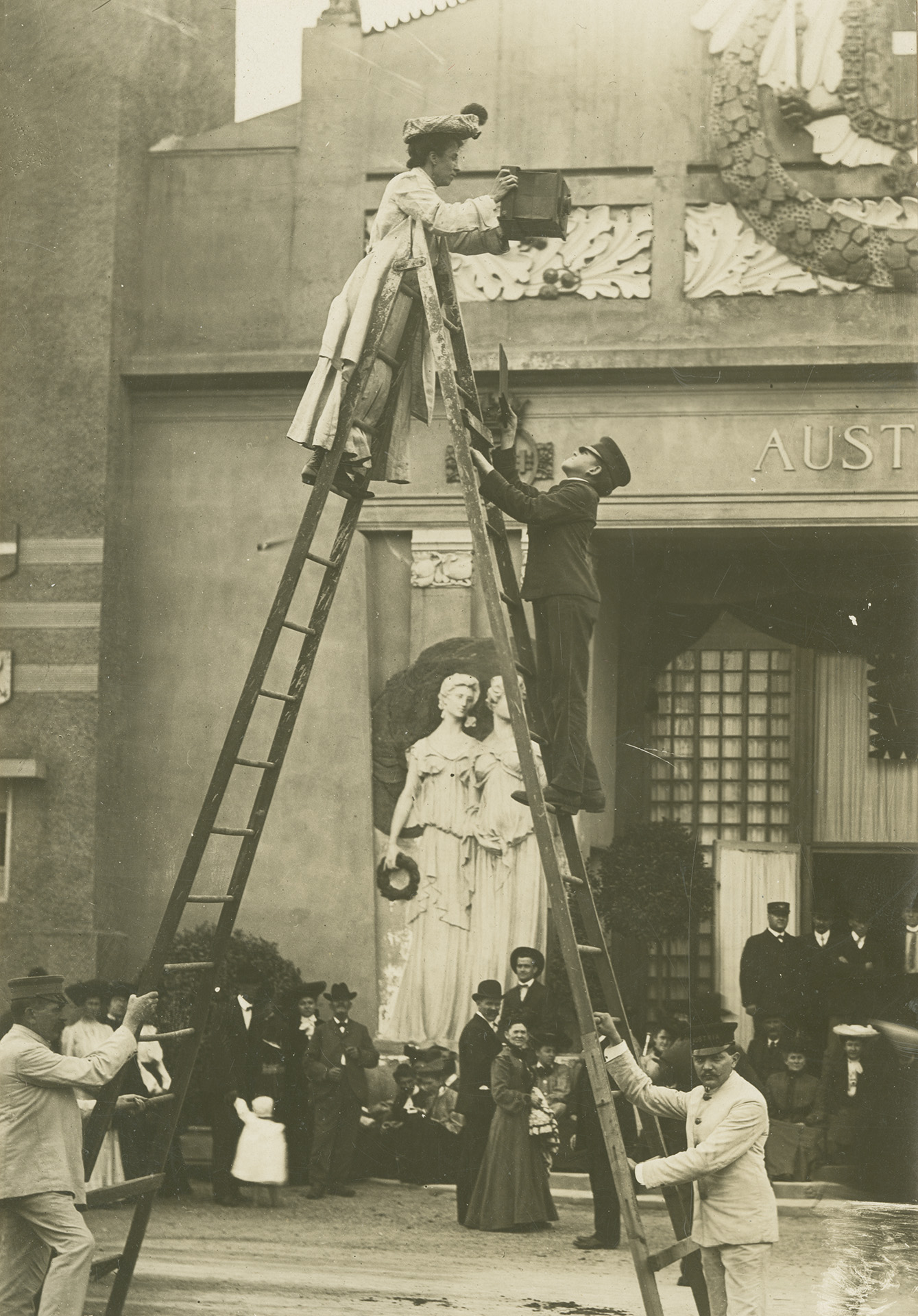
Jessie Tarbox Bealsová při práci, 1904
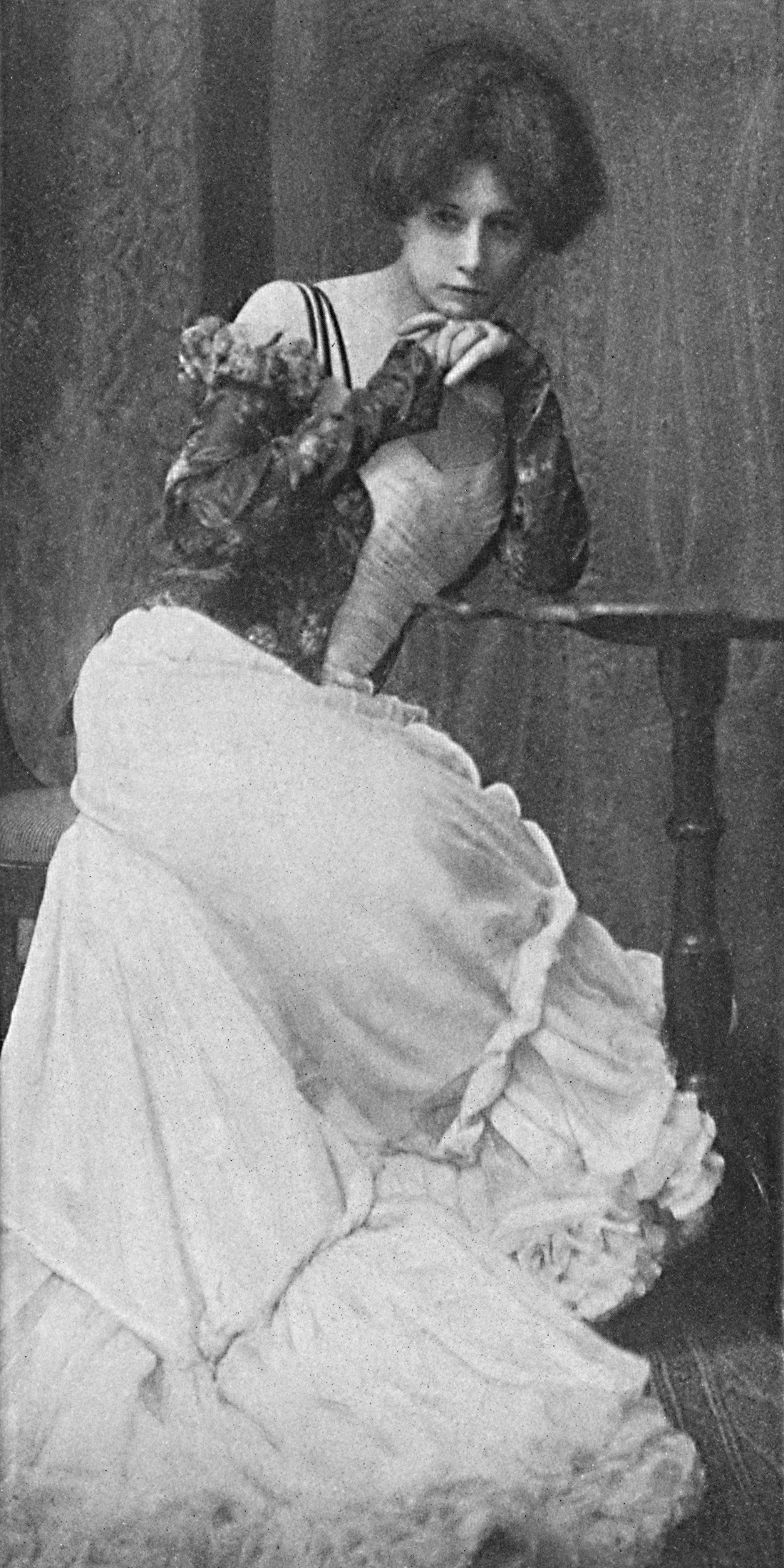
Zaida Ben-Yusufová, autoportrét, 1901

### Další průkopnice

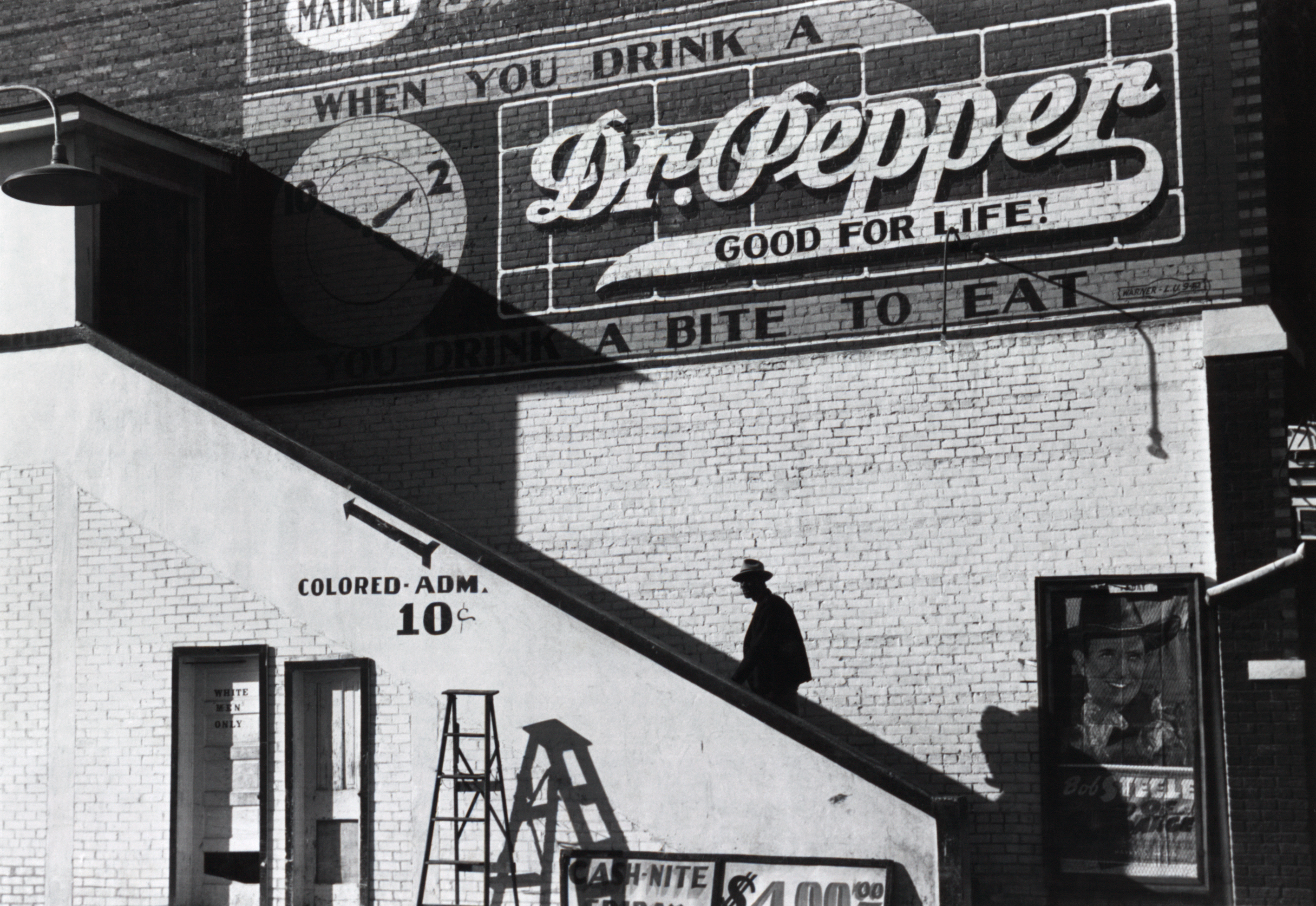
Marion Post Wolcottová: Černoch jde do kina v Belzoni, Mississippi speciálním vchodem „pro barevné“, 1939

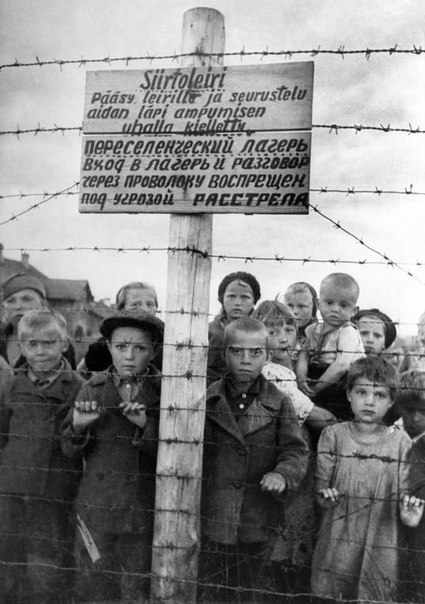
Galina Saňková: Ruské děti ve finském transportním táboře v Petrozavodsku na konci června 1944 poté, co se 28. června 1944 Finové stáhli z Petrozavodsku, s prvními sovětskými jednotkami dorazila také sovětská válečná korespondentka Galina Saňková, která pořídila tento obrázek a několik dalších. Fotografie byla poprvé publikována v roce 1966 v I. M. Batser: Eto bylo na Karelskom frontě a poté v několika sovětských a zahraničních novinách, čímž se stala jednou z jejích nejznámějších.

Harriet Chalmers Adamsová (1875–1937) byla průzkumnice, jejíž expediční fotografie byly publikovány v National Geographic. Během první světové války sloužila jako korespondentka Harper's Magazine v Evropě, jediné novinářce, které bylo dovoleno navštívit zákopy. Další válečnou korespondentkou se sídlem ve Francii během první světové války byla Helen Johnsová Kirtlandová (1890–1979), kde pracovala pro Leslie's Weekly.
Margaret Bourke-Whiteová (1906–1971) byla první cizinkou, která fotografovala sovětský průmysl, a také první válečnou zpravodajkou a první fotografkou, která pracovala pro magazín Life. Během Velké hospodářské krize byla Dorothea Langeová (1895–1965) zaměstnána správou Farm Security Administration (FSA), aby fotografovala vysídlené farmářské rodiny a migrující dělníky. Její snímky, které byly distribuovány zdarma do novin, se staly ikonami doby. Rodiny postižené velkou hospodářskou krizí fotografovala také spisovatelka Eudora Weltyová, zejména na venkově v Mississippi, a vytvořila pozoruhodné dílo. Pro FSA pracovaly ještě dokumentární fotografky Charlotte Brooksová, Esther Bubleyová, Marjory Collinsová, Martha McMillan Robertsová, Louise Rosskamová, Marion Post Wolcottová a Barbara Wrightová. Společnost FSA roku 1935 zahájila fotografickou kampaň, do jejíhož sociologicko-dokumentárního programu se zapojila řada fotografů. Měla za úkol sestavit dokumentaci sociálních problémů v jižních státech USA. Těmto fotografům vděčíme za výjimečný obraz Ameriky v době krize a jejích dozvuků. V tomto období se formovala „dokumentární fotografie“. Jejími hlavními charakteristikami byl důraz na realismus, snaha bez příkras zachytit věci takové, jaké jsou, spoluprožití bídy a utrpení, jasný morální postoj a konečně samotné vědomí specifičnosti tohoto média. Se vstupem USA do druhé světové války v prosinci 1941 však nastala změna. Projekt dostal jiné jméno – Office of War Informations – a také jiný program. Ve válce musela propaganda ukazovat, jak jsou Spojené státy silné a ne jaké mají potíže. V roce 1948, kdy FSA zanikla, byla dokonce snaha pořízené dokumenty zničit, aby nemohly být použity pro komunistickou propagandu. Pro OWI pracovaly například fotografky Esther Bubleyová nebo Ann Rosenerová.
Vedle slavných jmen světové fotožurnalistitiky z období za druhé světové války stojí také Ruska Galina Saňková. Během Velké vlastenecké války byla fotografkou časopisu Frontovaja iljustracija (Фронтовая иллюстрация). Dokumentovala bitvu o Moskvu, u Stalingradu i na Kurském oblouku. V době války s Japonskem byla fotožurnalistkou časopisu na Dálném východě. Byla dvakrát těžce zraněna. Jednou z jejích nejznámějších fotografií je Stalingrad - rok 1942. Tento snímek je součástí celé řady historicko-vojenských publikaci s danou tematikou. Mnohem více než propagandu Sovětského svazu obsahuje hluboký lidský postoj k válce. V poválečných letech působila v časopise Ogoňok.
Na počátku třicátých let publikovala Marvin Breckinridge Pattersonová (1905–2002) své fotografie z cest po světě v magazínech Vogue, National Geographic, Look, Life, Town & Country a Harper's Bazaar. Marion Carpenterová (1920–2002) byla první fotografkou státního tisku a první ženou, která zastávala funkci oficiální fotografky pro Bílý dům. Edie Harperová (1922–2010) byla fotografkou armádního sboru inženýrů (Army Corps of Engineers) během druhé světové války, kde pořizovala fotografie různých staveb na domácí frontě, jako jsou vodní přehrady a cementárny. Edie zpracovávala fotografické filmy v laboratoři pro Sbor inženýrů (Corps of Engineers). Fotografie z její válečné práce se staly vysoce uznávanými a byly vystaveny na výstavě v Cincinnati Contemporary Art Center v roce 1961.
Nizozemská fotografka Emmy Andriesse byla známá svou prací pro tajnou skupinu fotografů De Ondergedoken Camera (Skrytá kamera, Underground kamera) během druhé světové války. Cílem bylo využít jejich schopnosti dokumentovat. Protože fotografování bylo během německé okupace Nizozemska zakázáno, pracovalo se jim za velmi obtížných okolností. Pro svou vlastní bezpečnost často zůstávali v anonymitě a někdy pod pseudonymem. Jejich cílem bylo zachytit všední život v nacisty okupovaném Nizozemí. Museli se vypořádat s velkými logistickými problémy, jako byl nedostatek materiálu a omezená elektrické energie, vyžadující použití karbidových výbojek a centrální temné komory, ale i tak se jim podařilo zachytit hodně situací. Fotoaparáty byly často skryty pod bundou, novinami nebo zabudovány do nákupních tašek nebo aktovek s otvorem pro objektiv. Fotografie, které Andriesse udělala za velmi těžkých podmínek hladomoru v Amsterodamu, zahrnují Boy with pan, The Gravedigger nebo Kattenburg Children a jsou důkazem hladu, chudoby a utrpení během okupace v "Hladové zimě" 1944–1945.
Germaine Van Parys byla belgická fotografka a první fotožurnalistka v zemi. Bylo velmi neobvyklé najít ženu zmíněnou v historii novinářské fotografie před rokem 1920. Zanechala rozsáhlou sbírku zahrnující lidi a místa, které fotografovala v letech 1918 až 1968, dokumentující klíčové události v historii země. Nejprve pracovala pro Le Soir, poté pro La Meuse (1932), také přispívala do pařížského týdeníku L'Illustration. Kromě práce dvorní královské fotografky, dokumentovala národní katastrofy, letecké havárie a atentáty. Zvláště zajímavé jsou její fotografie z povodní v Namuru v roce 1926. Byla jednou z mála fotografek, které pracovaly jako korespondentky během druhé světové války, a také dokumentovala osvobození Belgie.
Za první indickou fotožurnalistku se považuje Homai Vyarawalla, známá pod pseudonymem Dalda 13. Začala pracovat na konci 30. let a do důchodu odešla na začátku 70. let. Fotografovala nejdříve pod jménem svého manžela pro bombajský časopis The Illustrated Weekly of India, od roku 1942 se připojila k Britské informační službě a portrétovala v období před nezávislostí řadu politických a národních vůdců, včetně Mahátma Gándhího, Džaváharlála Néhrúa, Muhammada Alí Džinnáha, Indiru Gándhíovou nebo pro časopis Liffe dalajlámu Tändzina Gjamcchoa.
Od poloviny 20. století se začaly prosazovat obrazové seriály, například Češka Milada Einhornová vydávala fotografické knížky pro děti. Další slavnou českou fotografkou byla etnografka Eva Davidová, která dokumentovala kočující Romy, a stala se tak zakladatelkou české romistiky. Do šedesátých let patří také díla dvou fotografek: Dagmar Hochové a její snímky dětí, starých lidí, spontánnosti, morálky, důstojnosti a upřímnosti mezilidských vztahů; a Markéty Luskačové – socioložky, která snímala katolické poutě a přežívající tradice a rituály na Slovensku.
Martine Francková byla britsko-belgická dokumentární a portrétní fotografka, druhá manželka Henri Cartier-Bressona a spoluzakladatelka a prezidentka Nadace Henri Cartier-Bressona. Více než 32 let byla členkou Magnum Photos jako jedna z velmi malého počtu žen, které byly do agentury přijaty. V roce 1981 se v československých Plasích zúčastnila s Bressonem legendární výstavy 9×9, kterou zorganizovala historička fotografie Anna Fárová. Akce se mimo jiné zúčastnila švýcarsko-česká dokumentární fotografka Iren Stehli a řada dalších převážně mužů.
Mary Ellen Marková (1940–2015) byla americká fotografka známá pro svou fotožurnalistiku / dokumentární fotografii, portrétování a reklamu a také jako filmařka. Její specialitou bylo dokumentování marginalizovaných komunit, které byly „vyjmuté z většinové společnosti směrem k jejím zajímavějším, často problémovým okrajům“ Vydala 18 publikací, z nichž nejvýznamnější byla Streetwise, ze které s režisérem Martinem Bellem natočili dokument. Během práce na sérii Ward 81 (1979) žila šest týdnů s pacientkami na oddělení ženské bezpečnosti Oregonské státní nemocnice. Její fotografie lze nalézt ve významných časopisech Life, Rolling Stone, The New Yorker, New York Times a Vanity Fair. V letech 1977 až 1998 se stala členkou Magnum Photos. Kromě toho, že obdržela Cenu Roberta F. Kennedyho za žurnalistiku, získala tři stipendia od National Endowment for the Arts, cenu za celoživotní dílo ve fotografii za rok 2014 od George Eastman House a cenu za mimořádný přínos fotografii od Světové fotografické organizace, získala mnoho dalších ocenění.

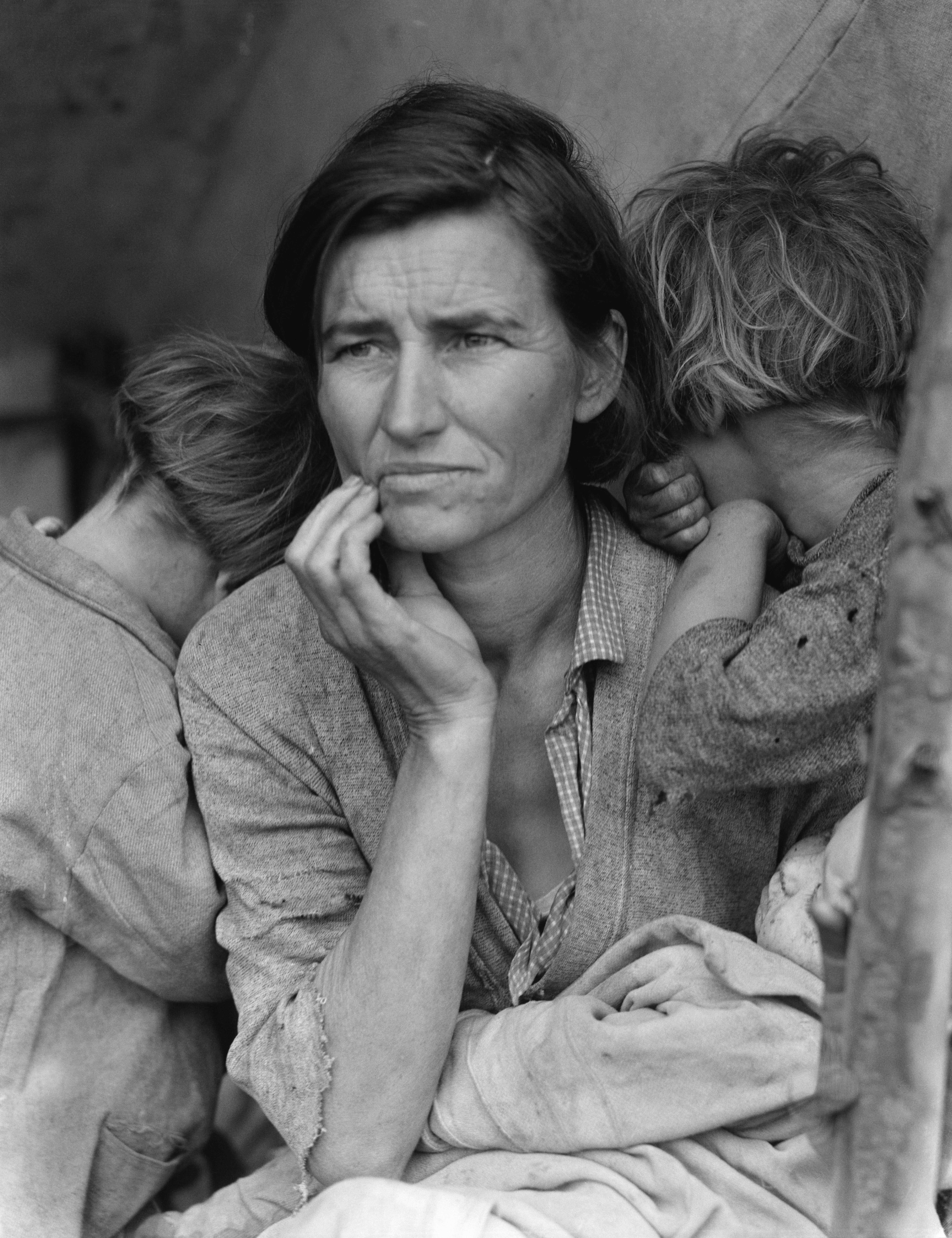
Dorothea Langeová: Migrující matka, 1936
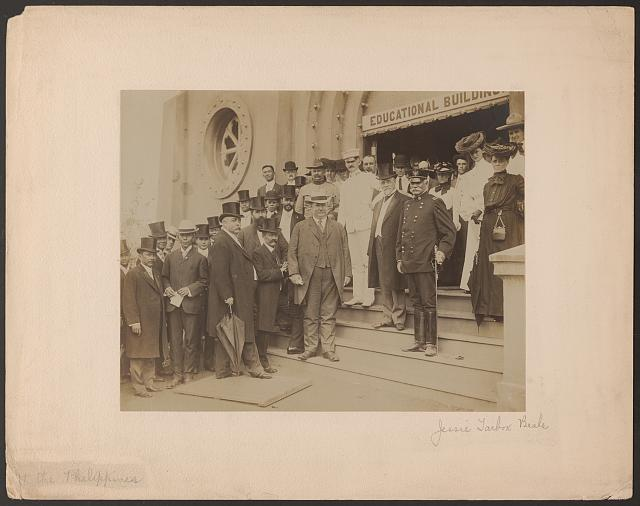
Jessie Tarbox Bealsová: William Howard Taft na Světové výstavě v St. Louis, 1904
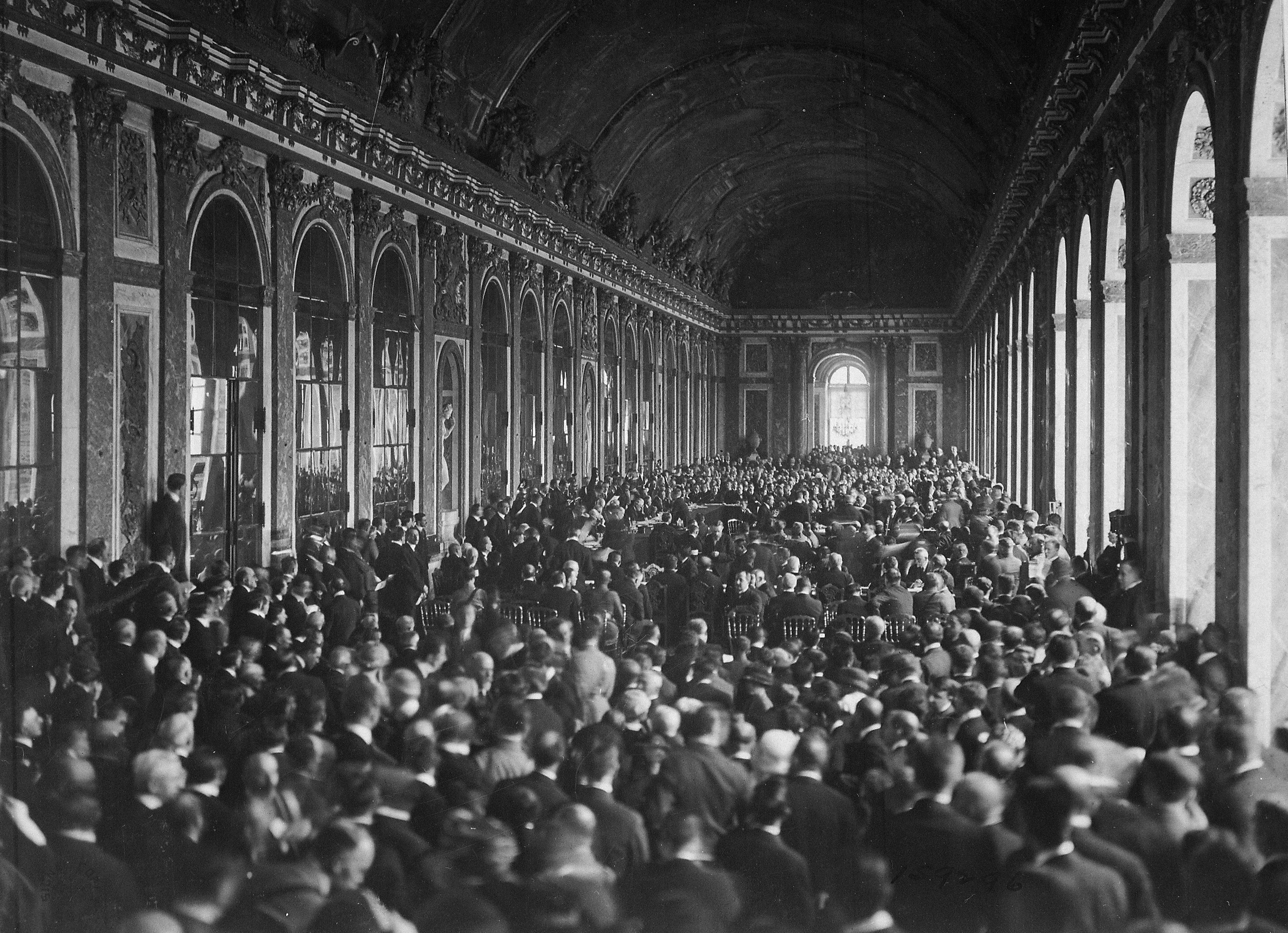
Helen Johnsová Kirtlandová: Podepsání Versailleské smlouvy v zrcadlovém sále, 1919
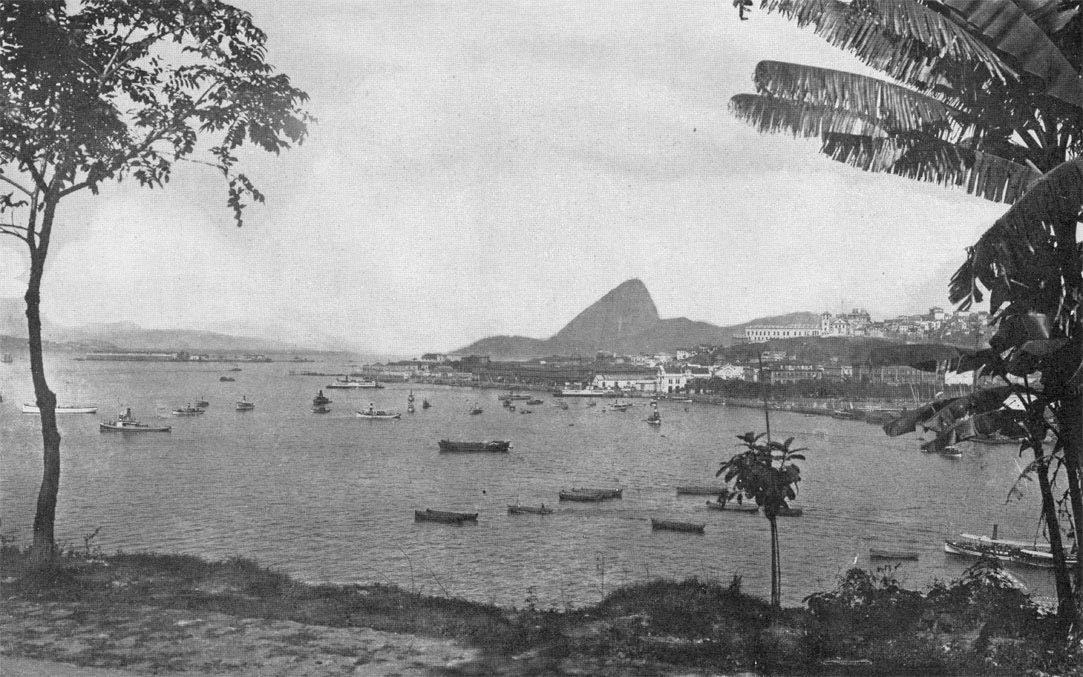
Harriet Chalmers Adamsová: Nábřeží Rio de Janeira a Morro de Castello z Ilha das Cobras, 1919
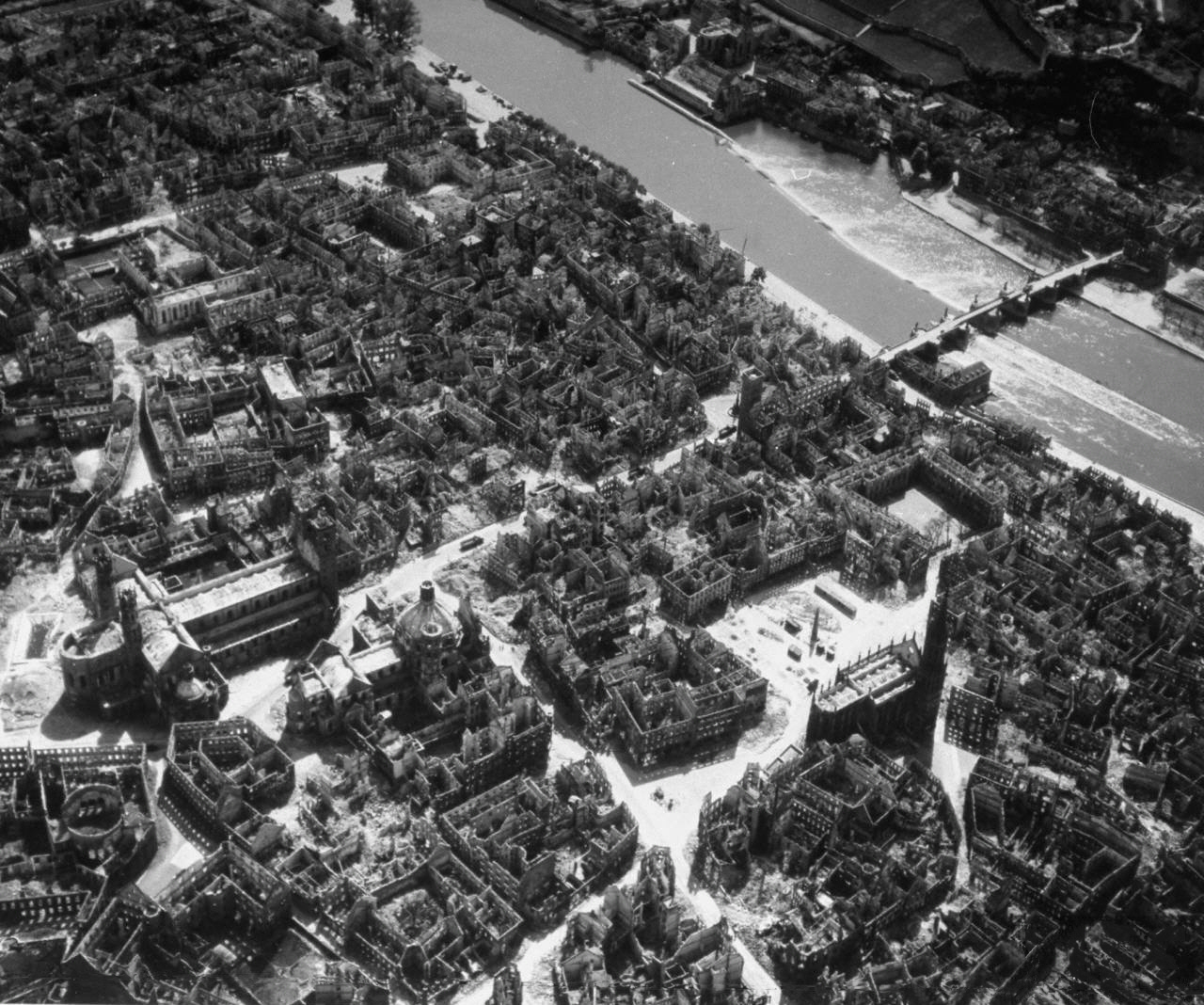
Margaret Bourke-Whiteová: Letecký snímek zničeného Würzburgu, 1945
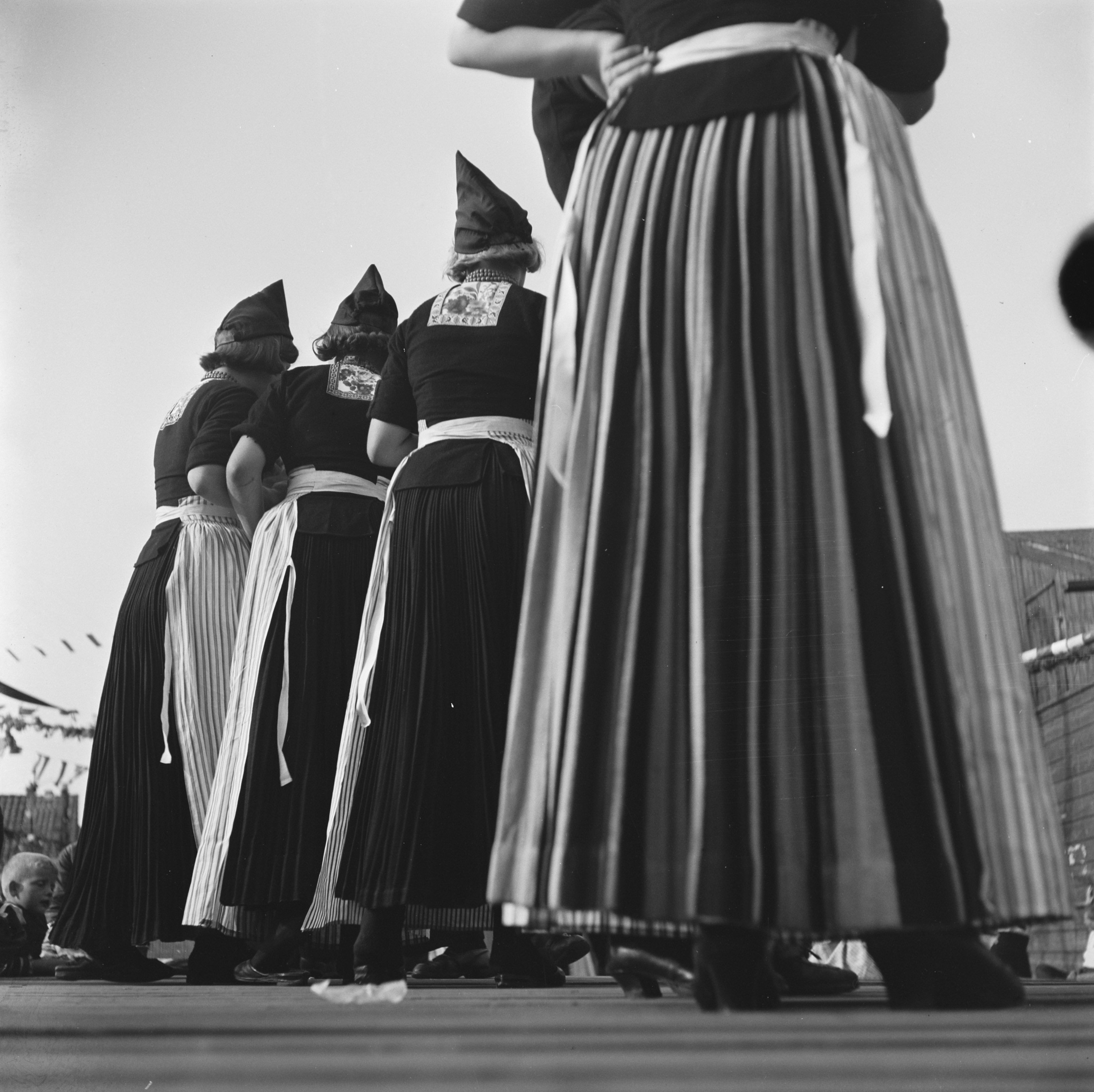
Emmy Andriesse: Volendam, červenec 1945
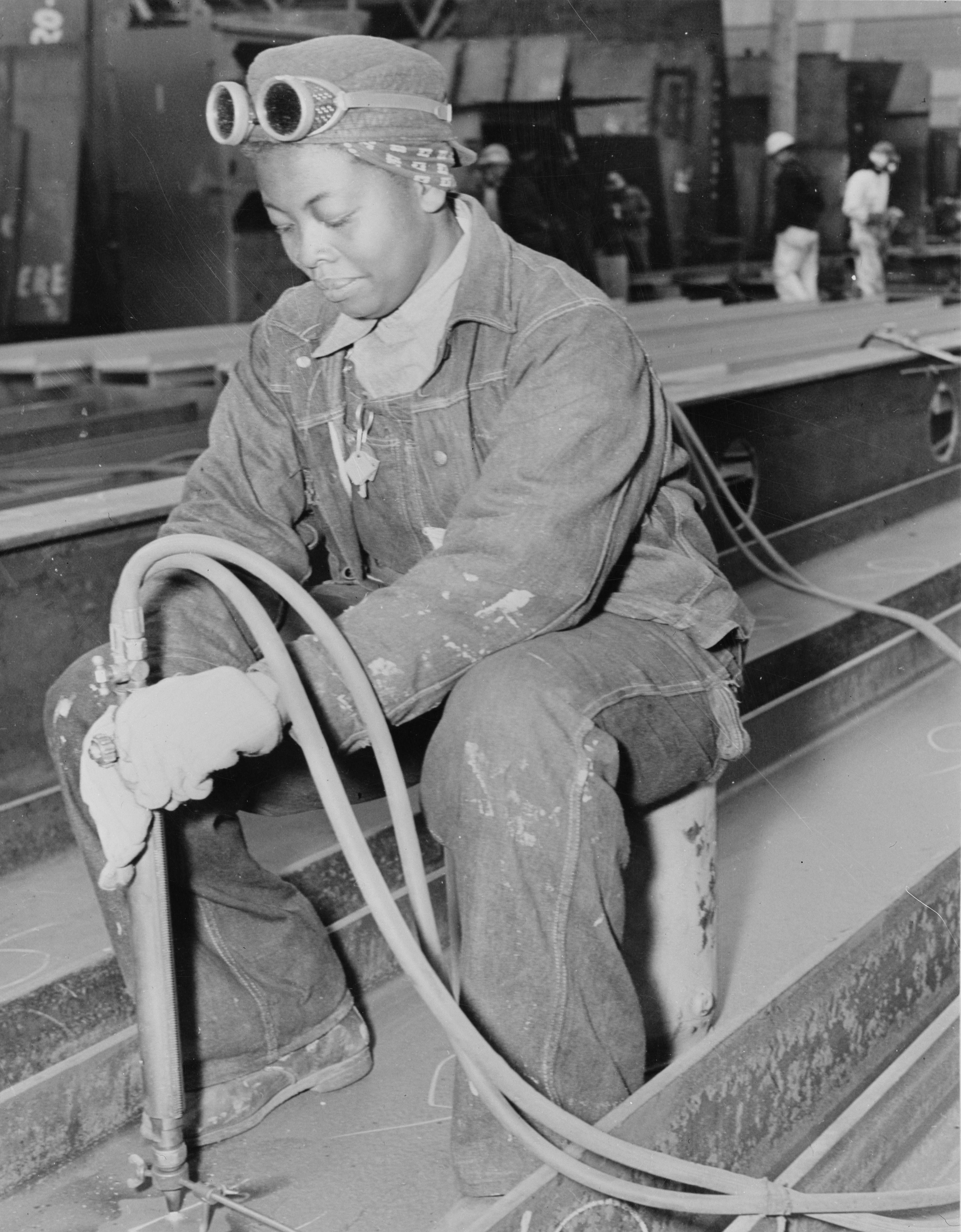
Ann Rosenerová: Slečna Anna Bland, svářečka, afroamerická pracovnice v richmondských loděnicích, Richmond, Kalifornie, USA. Spěšné dokončování lodě SS George Washington Carver. (Kvalifikovaní černošští dělníci hráli důležitou roli při konstruování SS George Washington Carver, druhé lodi pojmenované po černochovi v loděnicích společnosti Kaiser v Richmondu. Ve 4 loděnicích Kaiser pracovalo asi 1 000 černošek z více než 6 000 „barevných“ dělníků.)

## Surrealismus
Řada žen využívala fotografii jako prostředek k vyjádření svého zájmu o surrealismus. Claude Cahunová (1894–1954) z Francie je známá svými vysoce inscenovanými autoportréty, které začala pořizovat ve 20. letech 20. století. Cahunová je známá svými autoportréty, které ve své práci používala jako způsob, jak provádět genderovou identitu a hrát si se surrealismem. Chorvatská rodačka Dora Maar (1907–1997) také rozvinula svůj zájem o surrealismus ve Francii, kde se spojila s André Bretonem a dalšími. Její živé portréty z počátku 30. let zvýrazňují rysy obličeje, jako by je nakreslil umělec. Američanka Lee Millerová (1907–1977) spojila svou módní fotografii se surrealismem a před návratem do New Yorku se spojila s Pablem Picassem v Paříži. Vytvořila některé z nejpozoruhodnějších fotografií aktů své doby.
Surrealismus přitahoval zájem fotografek i ve druhé polovině 20. století. Henriette Grindatová (1923–1986) jako jedna z mála Švýcarek rozvinula zájem o uměleckou fotografii, spolupracovala s André Bretonem a později se spisovatelem Albertem Camusem, s nímž publikovala snímky řeky Sorgue na jihu Francie. Od konce 40. let začala Češka Emila Medková (1928–1985) v roce 1947 produkovat surrealistická díla, především pozoruhodné dokumentární snímky městského prostředí v tísnivých poválečných letech. I když ne vyloženě surrealistkou, pozoruhodná mexická fotografka Lola Álvarez Bravo (1907–1993) během své kariéry projevovala prvky surrealismu, zejména ve svých portrétech Fridy Kahlo a Maríe Izquierdo. Francesca Woodman (1958–1981), ovlivněná André Bretonem a Man Rayem, během svého krátkého života prozkoumávala ve svých černobílých tiscích vztah mezi tělem a jeho okolím.

## Vyvíjející se americká účast

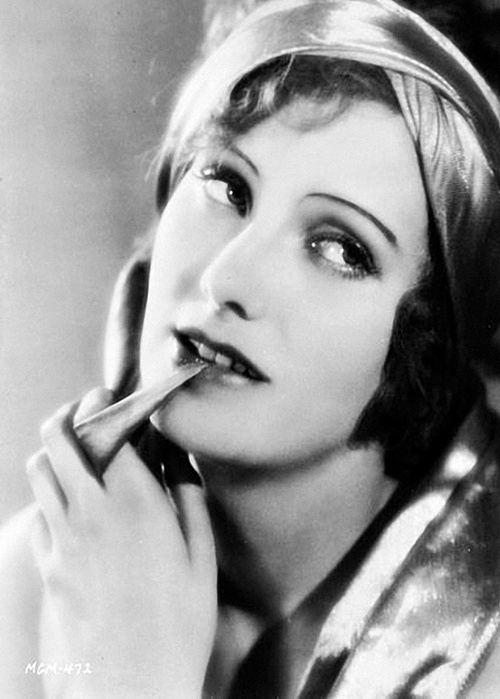
Ruth Harriet Louise: Greta Garbo, 1927

Peter E. Palmquist, který zkoumal historii fotografek v Kalifornii a na americkém západě v letech 1850 až 1950, zjistil, že v 19. století asi 10% všech fotografů v této oblasti byly ženy, zatímco v roce 1910 to bylo až 20%. V prvních dnech byla většina žen pracujících komerčně provdána za fotografa. Až do roku 1890 byla každá žena pracující na vlastní pěst považována za odvážnou. Jak se proces stal snadněji zvládnutelným, objevilo se více amatérů, z nichž mnozí byli členy fotografických organizací.
Ve 20. století bylo podle vědců pro ženy těžké stát se úspěšnými fotografkami.

### Portréty
Marian Hooper Adamsová (1843–1885) byla jednou z prvních amerických portrétních fotografek, které od roku 1883 fotografovaly portréty rodiny, přátel a politiků a vše si vyvolávaly samy. Sarah Choate Searsová (1858–1935) získala mezinárodní pozornost jako amatérská fotografka poté, co začala produkovat umělecké portréty a květinové studie. Brzy se stala členkou londýnského spolku Linked Ring a newyorské Fotosecese. Elizabeth Buehrmannová z Chicaga (1886–1963) se na počátku 20. století specializovala na pořizování portrétů předních obchodníků a prominentních společenských žen v jejich vlastních domovech a v roce 1907 se stala členkou slavného pařížského fotoklubu. Caroline Haskins Gurrey (1875–1927) je známá svou sérií snímků o dětech smíšených ras pořízených na Havaji od roku 1904. Mnohé byly vystaveny na výstavě Aljaška-Yukon-Pacifik v Seattlu. Doris Ulmannová (1884–1934) začínala jako amatérská piktorialistka, ale v roce 1918 se stala profesionálkou. Kromě portrétů významných intelektuálů zdokumentovala horské jižní národy, zejména Apalačské pohoří.
Ve 30. letech 20. století fotografovala Consuelo Kanaga (1894–1978) mnoho známých umělců a spisovatelů, a byla jednou z mála fotografek, které produkovaly umělecké portréty. Její fotografie štíhlé černošky a jejích dětí byla v roce 1955 zařazena na výstavu Edwarda Steichena Lidská rodina Ruth Harriet Louise (1903–1940) byla první fotografkou aktivní v Hollywoodu, kde v letech 1925 až 1930 vedla portrétní studio Metro-Goldwyn-Mayer a fotografovala mnoho hvězd včetně Grety Garbo nebo Joan Crawfordové.

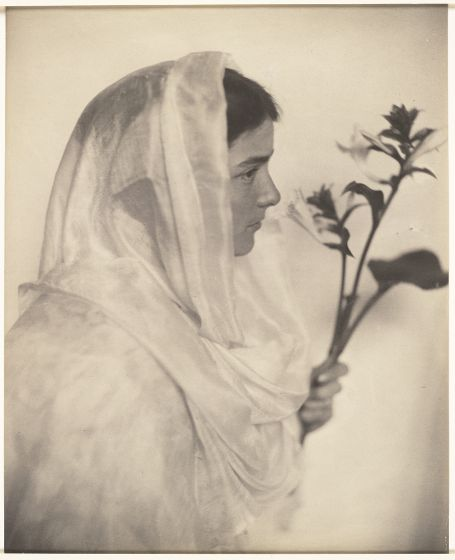
Sarah Choate Searsová: Mladá žena s liliemi, asi 1900
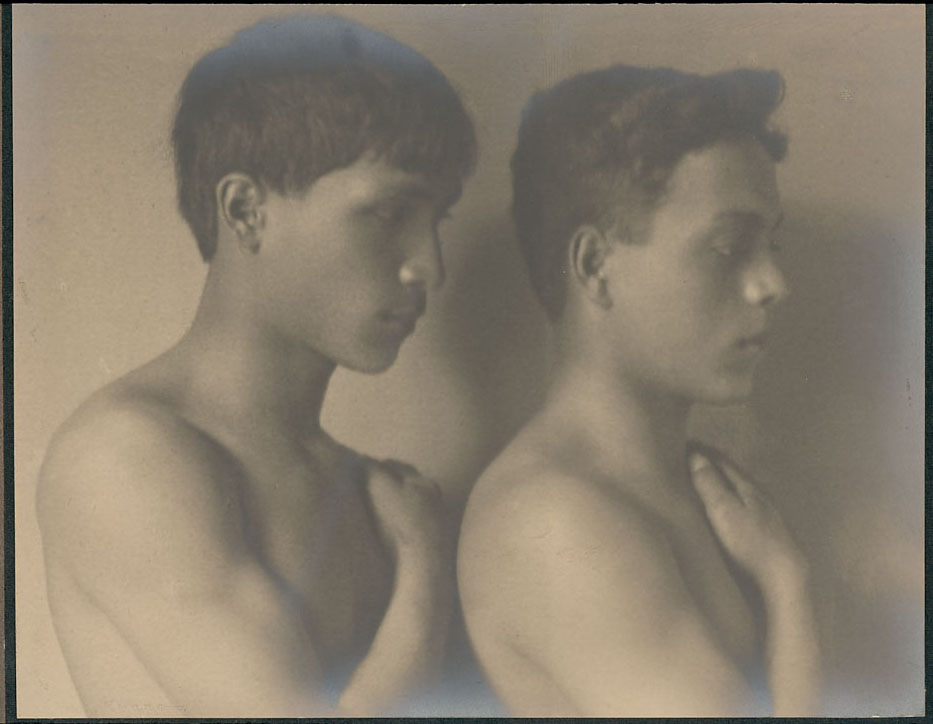
Caroline Haskins Gurrey: Portrét japonsko-havajského a portugalsko-havajského chlapce (1909)
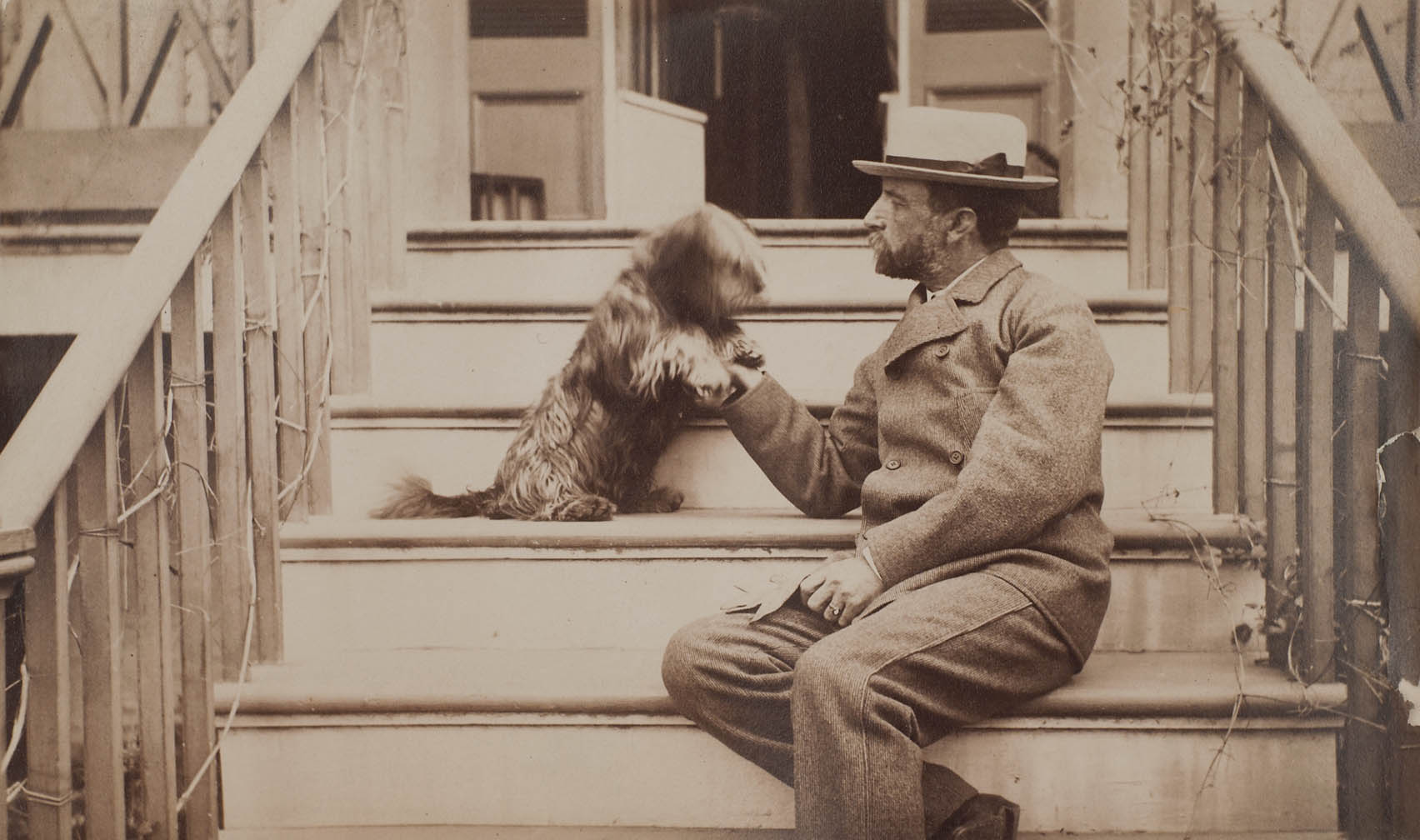
Marian Hooper Adamsová: H. Adams & Marquis (asi 1883)
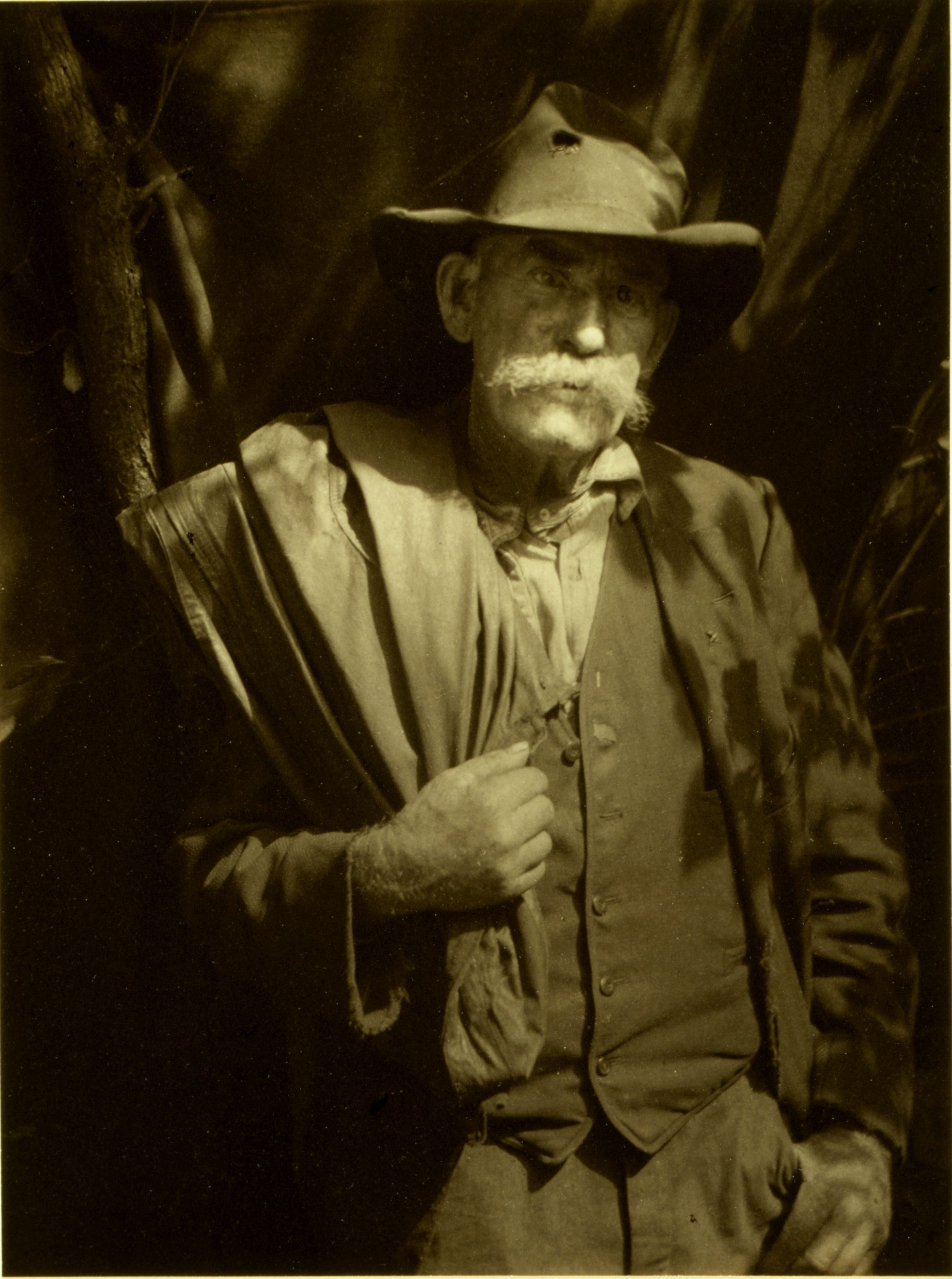
Doris Ulmannová: Southern Mountaineer (asi 1928)

## Afroameričanky ve fotografii

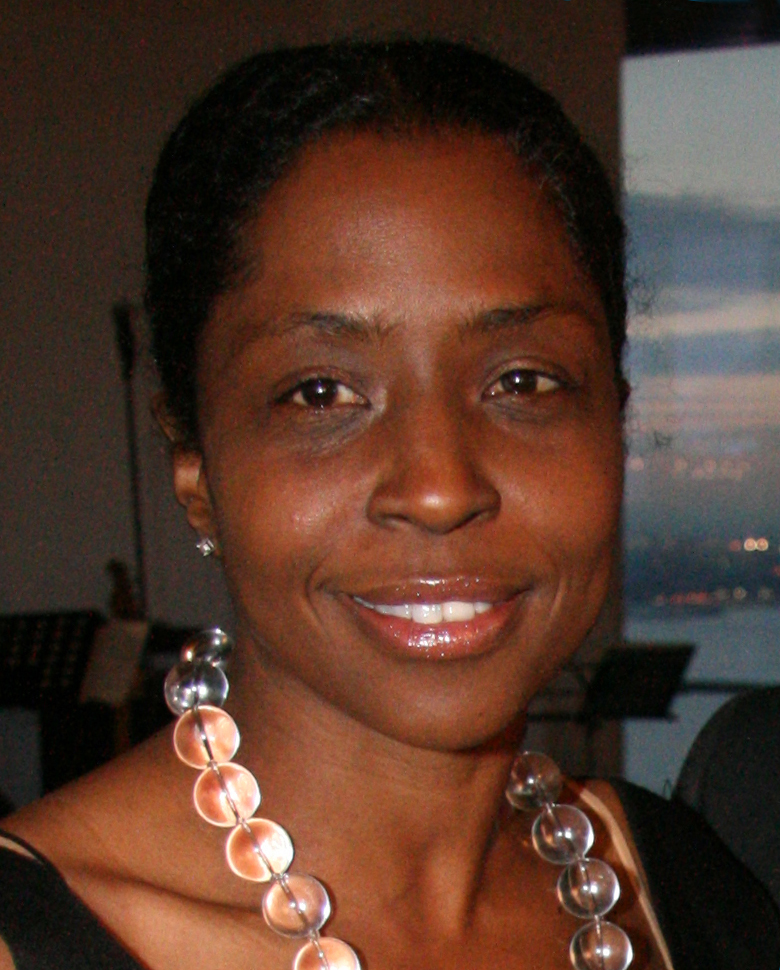
Lorna Simpsonová patří mezi nejvýznamnější afroamerické fotografky

Fotografie jsou obrazy věcí a o věcech (Birt). Jak se společnost vyvíjela, afroamerické fotografky byly rozhodující při zachování původních zobrazením obrazů černošské kultury. Účast afroamerických žen ve fotografii začala být široce uznávána v polovině 20. století a s rostoucím uznáním přišel posun v zaměření na sociální, ekonomické a politické podmínky. Mezi nejvýznamnější afroamerické fotografky patří Carrie Mae Weemsová, Lorna Simpsonová nebo Coreen Simpsonová.
Carrie Mae Weemsová se narodila v Portlandu v Oregonu a svou kariéru zahájila v roce 1973, kdy dostala svůj první fotoaparát. Její počáteční zájem o umění začal v roce 1965, kdy potkala svého celoživotního přítele Toma Vinterse a začala se věnovat pouličnímu divadlu a tanci. Ačkoli je Weemsová známá jako zdatná fotografka, její práce zahrnuje text, zvuk, digitální obrazy, instalace a video. „...od samého začátku mě zajímala myšlenka moci a její důsledky; vztahy jsou vytvářeny a artikulovány prostřednictvím moci.“ Při zkoumání myšlenky moci Weemsová často používá sebe jako předmět své práce, ne pro svůj vlastní obdiv, ale „jako prostředek pro přiblížení se k otázce moci…“
Prostřednictvím různých médií si Weemsová dala za úkol zkoumat rodinné vztahy, genderové role, historii rasismu, sexismu, třídní a další různé typy politických systémů. V roce 1976 poznala fotografa Dawouda Beye a vytvořila s ním dlouhodobé přátelství a profesionální vztah. Během pracovní cesty po Evropě udělala Bey rozhovor s Weemsem v časopise BOMB zaměřeném na umělce v konverzaci.
Sue Ross je spoluzakladatelkou kolektivu fotografek Sistagraphy, z nichž většina sídlí v Atlantě ve státě Georgia a má vášeň pro fotografování. V Atlantě je Sue známá jako PhotoGriot a sdílí příběhy afroamerické komunity prostřednictvím fotografií. Sue dokumentovala v Atlantě kulturní akce a programy, stejně jako hodnostáře a vůdce občanských práv, dále pak: National Black Arts Festival, Atlanta Jazz Festival, Nelson Mandela, velvyslanec Andrew Young, posledních šest starostů Afroameričanů (Maynard Jackson, Andrew Young, William „Bill“ Campbell, Shirley Franklin, M. Kasim Reed a Keisha Lance Bottoms) města Atlanta a další. Od roku 1985 Sue vystavuje své práce po celé Atlantě, včetně míst, jako je Auburn Avenue Research Library o afroamerické kultuře a historii, Hammonds House, Mason Murer Gallery, Micheal C. Carlos Museum, Atlanta Life Building a další.
Lorna Simpsonová začala svou kariéru v módní fotografii, kdy fotografovala lidi, jejichž styl obdivovala. Simpsonová dokázala rozvinout své dovednosti a stala se fotoreportérkou, která zachycovala snímky v politice, kultuře, hudbě a sportu. Simpsonová, která získala fotografické vzdělání na School of Visual Arts v New Yorku a Kalifornské univerzitě v San Diegu, byla považována za průkopnici konceptuální fotografie. Prostřednictvím své práce se snaží zpochybnit tradiční pohledy na gender, identitu, kulturu, historii a paměť, jak je vnímá společnost. Její kombinace velkoformátové fotografie se smysluplným textem společně poskytuje silné vizuální implikace. Její práce lze nalézt v muzeích po celé zemi v Muzeu moderního umění (NY), Muzeu současného umění (Chicago, IL) a Walker Art Center (Minneapolis) a mnoha dalších po celém světě.
Coreen Simpsonová, která se proslavila jako fotoreportérka, začala svou kariéru jako spisovatelka. Její zájem o dokumentování zážitků z psaní přerostl v lásku k výtvarnému umění, když kontaktovala časopis Essence kvůli článku, který chtěla napsat o pracovní cestě na Blízký východ. Přestože článek nebyl nikdy publikován, její zájem o fotožurnalistiku vzrostl.
Rodger Birt ve svém článku „Coreen Simpson: An Interpretation“ popisuje pohled na fotografii jako „vpuštění do fungování jiného lidského vědomí“, což umožňuje současnou příležitost získat autentické zobrazení fyzického světa. Simpsonová prostřednictvím své práce vytvořila vizuální příběhy, které esteticky vyprávějí příběhy různých skupin lidí. Nejen, že dokáže vyvolat emocionální odezvy prostřednictvím svého vyprávění, ale také prostřednictvím designu, šerosvitu a barev.
Přítel Simpsonové, Walter Johnson, se stal jedním z jejích největších rádců a průvodce, když si rozšířila své znalosti ve fotografii. Studovala také proces Franka Stewarta a vyvinula silnou kapacitu pro historii fotografie. Jedním z jejích největších problémů bylo odlišit svůj vizuální styl od stylu inspirace.
Mezi čtyři největší vlivy práce Simpsonové patří Diane Arbusová, Baron Adolph DeMeyer, Joel Peter Witkin a Weegee. Ať už koncepčně, metodicky nebo kreativně, každý z těchto fotografů přispěl k jejímu přístupu různým způsobem.
Kombinace jejího obdivu k výjimečnosti Diany Arbusové, Weegeeho lovu, DeMeyerova studia kompozice a Witkinovy manipulace s tiskem společně obsáhly osobnost díla Coreen Simpsonové.
Elizabeth „Tex“ Williamsová byla vojenská fotografka z druhé světové války, aktivní v posledním roce války. Byla jednou z prvních žen, které se věnovaly fotografické kariéře nad rámec „dívky s fotoaparátem“.

## Lesbičky ve fotografii

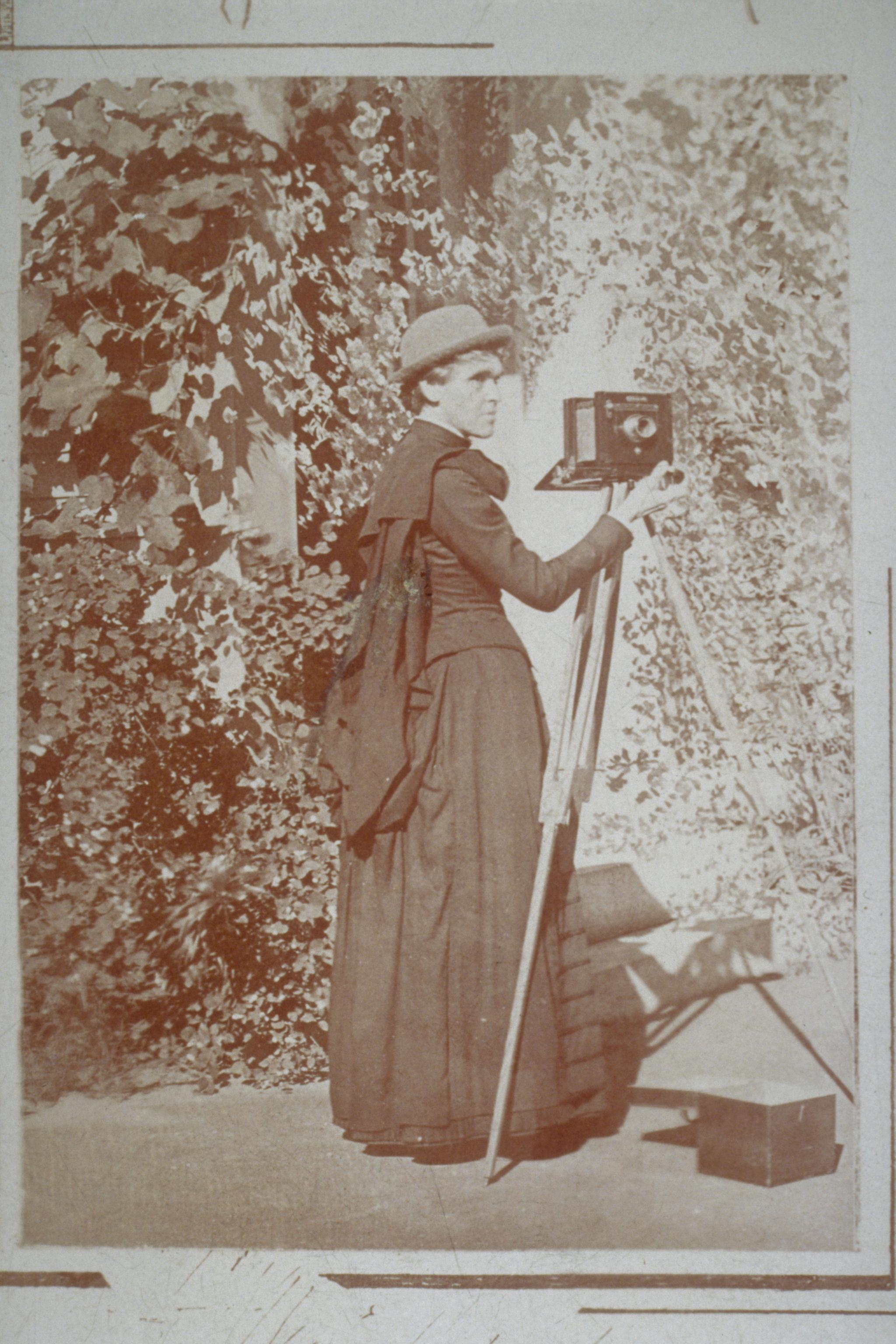
Emma Jane Gay se svým fotoaparátem, asi 1889-1897

Mnoho lesbických žen nachází zaměstnání a kreativní uplatnění jako fotografky. Zatímco lesbičky fotografovaly od doby, kdy bylo médium vynalezeno v roce 1839, mnoho prací lesbiček z 19. a počátku 20. století bylo ztraceno, zničeno nebo nebylo nikdy zveřejněno kvůli sociálnímu stigmatu lesbiček. Profesionální fotografky lesbičky možná také skrývaly svou sexualitu. Zatímco všechny ženy, které pracovaly jako profesionální fotografky, byly považovány za ženy, které odporují genderovým normám, lesbičky možná přijaly profesi fotografování jako způsob, jak vydělat peníze, aniž by byly závislé na mužích. Za nejstarší lesbickou fotografku je považována Emma Jane Gay (1830–1919).
Lesbičky také fotografovaly, aby experimentovaly se sebevyjádřením. Lesbičky fotografovaly sebe, své přátele a milenky, jak se objímají v intimním prostředí, které naznačovalo vztahy osob stejného pohlaví, aniž by to bylo vysloveně erotické. Alice Austenová (1866–1952) fotografovala své přátele v pánském oblečení nebo se účastnily tradičních mužských aktivit, jako je kouření. Tyto snímky nebyly určeny převážně pro komerční použití, místo toho existovaly jako osobní upomínky, které si fotografky a modelky navzájem sdílely.

### Post-Stonewall
Na konci dvacátého století inspirovala druhá vlna feministického hnutí ve Spojených státech a Hnutí za osvobození gayů po nepokojích ve Stonewallu úsilí o vytvoření soudržné lesbické identity s příslušnými kulturními artefakty, jako je výslovně lesbické umění, včetně lesbické fotografie. Tyto obrázky vyvinuly nové umělecké trendy, včetně zobrazení sexuální aktivity a genitálií. Joan E. Birenová (* 1944) vydala v roce 1979 první fotoantologii portrétů lesbiček Eye to Eye, Portraits of Lesbians. Mezi další vlivné lesbické fotografky patří Tee Corinne (1943–2006) nebo Cathy Cade (* 1942).
Podle zdrojů lesbické umělkyně a aktivistky během 70. a 80. let záměrně označovaly své umění jako „lesbické umění“, aby podpořily smysl pro komunitu, která byla odlišná od širšího feministického hnutí. Jan Zita Grover tvrdila, že lesbická identita zobrazovaná tímto uměleckým hnutím byla kulturně specifická pro kolonizační společnosti, jako jsou Spojené státy a Spojené království, a proto nepředstavuje domorodé systémy genderu a sexuality.

## Britská ženská agentura Format
Ve Spojeném království byla ženská fotografická agentura Format založena v roce 1983 na základě myšlenky Maggie Murrayové a Val Wilmerové. Společnost Format fungovala dvě desetiletí, do roku 2003, zastupovala fotografky jako byly například: Jackie Chapman, Anita Corbinová, Melanie Friend, Sheily Gray, Pauly Glassman, Judy Harrison, Pam Isherwood, Roshini Kempadoo, Jenny Mathews, Joanne O'Brien, Raissa Page, Brenda Prince, Ulrike Preuss, Mirium Reik, Karen Robinson, Paula Solloway, Mo Wilson nebo Lisa Woollett.

## Současnost
Současné fotografky pokračují v průlomu na poli fotografie. Annie Leibovitzová zachycuje poutavé, obvykle aranžované, snímky slavných i neznámých osobností, zveřejňuje fotografie na obálky magazínů Vanity Fair, Vogue nebo Rolling Stone, které představují široký přehled americké populární kultury.
Práce Cindy Sherman proměňuje statickou fotografii v performativní umění, zkoumá tradiční a popkulturní mýty o ženskosti. Její práce implicitně zkoumá otázky identity a stereotypu, reprezentace a reality, funkci masmédií a povahu portrétování.
Současná díla fotografek jsou četná. Samostatné výstavy fotografií pouze žen jsou stále mírně kontroverzní, ale zásadní pro zdůraznění nerovnováhy mužské dominance v této oblasti v průběhu historie fotografie a jsou stále častější.
Mezi významné současné fotografky, které se narodily v 50. a počátkem 60. let, patří: Rineke Dijkstra, Nan Goldinová, Jitka Hanzlová, An-My Lê, Vera Lutter, Sally Mann, Bettina Rheims, Ellen von Unwerth, JoAnn Verburg a Carrie Mae Weems. Mezi mladší současné fotografky (narozené na počátku 70. let) patří Rinko Kawauchi, Hellen van Meene, Zanele Muholiová, Viviane Sassenová a Shirana Shahbazi. Mezi současné fotografky patří Petra Collinsová, Juno Calypso, Delphine Fawunduová, Shirin Neshat, Sophie Calle, Laura Aguilarová nebo Geneviève Cadieuxová. Jsou to jen některé z fotografek, které dnes pracují v současné fotografii.

## Ocenění

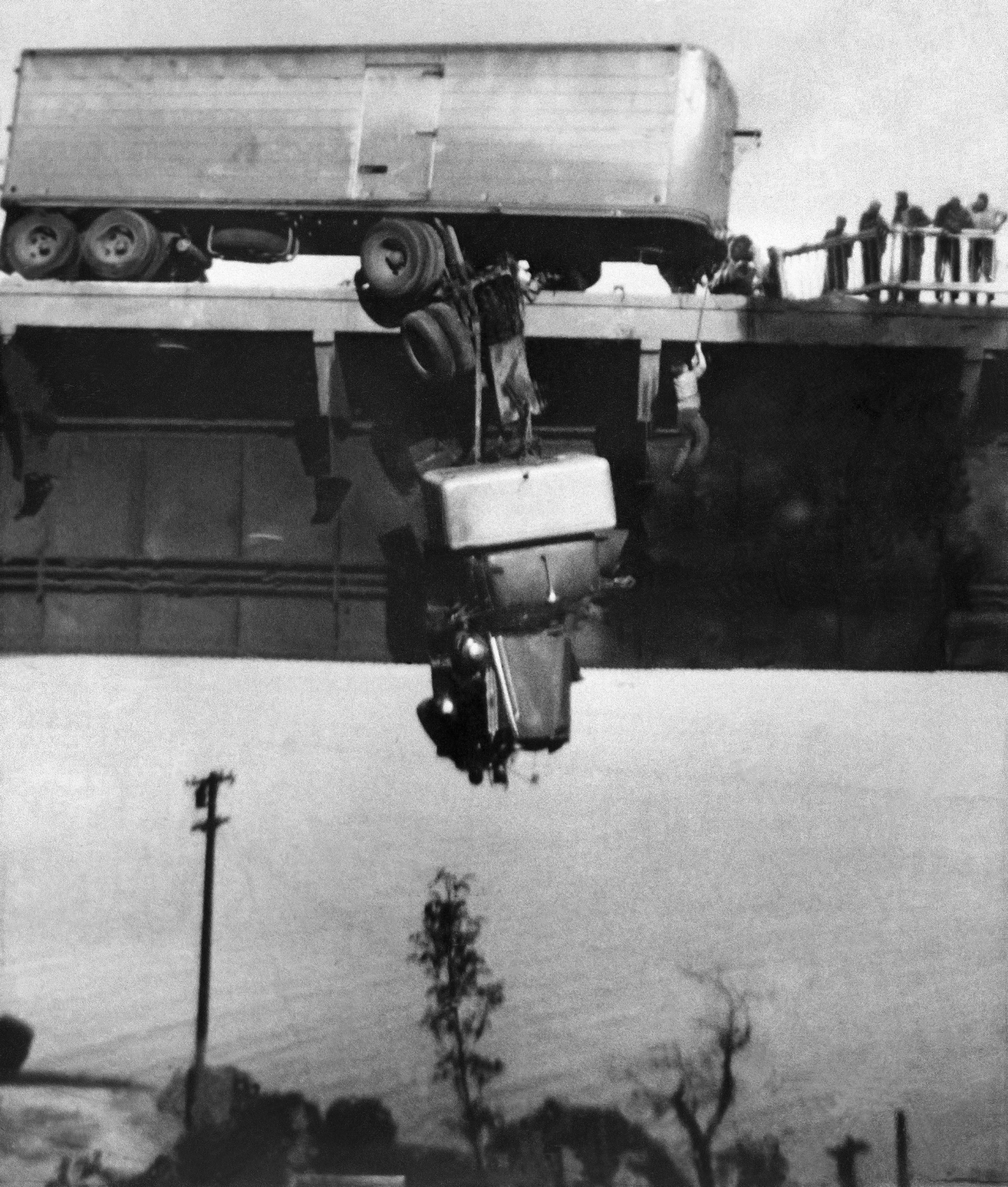
Virginia Schau, amatérská fotografka ze San Anselma, v Kalifornii, získala ocenění Pulitzer Prize for Photography za snímek vzrušující záchrany muže visícího nad propastí v Reddingu v Kalifornii, snímek byl publikován v The Akron (Ohio) Beacon Journal a dalších novinách celostátně distribuovaných společností Associated Press. Virginia Schau byla první ženou, která tuto cenu získala.

V roce 1903 byla Emma Bartonová (1872–1938) první ženou oceněnou medailí Královské fotografické společnosti za uhlotisk Procitnutí (The Awakening).
Pulitzerova cena za fotografii se uděluje za vynikající práci v novinářské fotografii od roku 1942. První ženou, která cenu obdržela, byla Virginia Schau (1915–1989), amatérka, která vyfotografovala dva muže zachraňované z kabiny nákladního automobilu, když visela z mostu v Reddingu v Kalifornii.
V roce 2000 se Marcia Reed (* 1948) stala první fotografkou, která se připojila k International Cinematographers Guild, a první ženou, která vyhrála Cenu Společnosti kameramanů za celoživotní dílo za fotografii v roce 2000.
Od roku 2001 uděluje asociace Association de femmes journalistes ve spolupráci s firmou Canon Inc. ocenění Prix Canon de la femme photojournaliste (Cena Canon pro novinářskou fotografku), která je dotovaná částkou 8000 euro a slouží každý rok jako podpora pro fotografku na volné noze, která zrealizuje kvalitní a hluboký projekt.
Ocenění World Press Photo získaly následující ženy: V roce 2022 Kanaďanka Amber Brackenová za fotografii ukazující dětské oblečení zavěšené na křížích připomínajících více než dvě stě dětí, které zemřely na špatné zacházení, zanedbávání a nemoci v indické škole Kamloops v Britské Kolumbii. V roce 2013 získala Jana Ašenbrennerová čestné uznání v kategorii Každodenní život série za sérii fotografií z LGBT osob ve Rwandě. V roce 2010 Jodi Bieberová za portrét afghánské ženy, které její manžel uřízl nos a uši.

## České fotografky

### 19. století
Františka Baumruková poprvé zveřejnila inzerát na svůj fotoateliér v Písku v létě roku 1861.
Anna Fiedlerová byla majitelka významného pražského ateliéru v období 1870–1890 a průkopnice portrétní fotografie v Praze. Svůj ateliér na Václavském náměstí v Praze registrovala v roce 1870. Její manžel byl Hynek Fiedler, akademický malíř a fotograf. Ateliér produkoval portréty, výjimečně místopisné snímky a dokumenty.
Karolína Anna Quastová (1850–1941) byla významná profesionální písecká fotografka, která byla pracovně svázána i s fotografickým ateliérem rodiny Quastů v Sušici. Pocházela z umělecké rodiny Quastů, jejím otcem byl český malíř Jan Zachariáš Quast, jejím dědečkem byl malíř porcelánu Konrád Ferdinand Quast. Její bratr Ferdinand Konrad Quast si nedlouho před rokem 1871 otevřel v Písku fotografický ateliér a Jan Zachariáš Quast se pak v roce 1871 se odstěhoval do Písku. Celá rodina Quastů se věnovala fotografii, sám Jan Zachariáš Quast se při shánění fotografických zakázek často z Písku vzdaloval a to i na dobu několika měsíců a bral i drobné zakázky, aby uživil rodinu. Karolína za nepřítomnosti otce tak fotoateliér vedla. Po smrti bratra Ferdinanda Konráda Quasta v roce 1877 pak vedla prakticky písecký fotoateliér. Po smrti otce Jana Zachariáše Quasta v roce 1891 pak plně převzala rodinný ateliér v Písku. Písecký atelier byl za domem číslo popisné 49 v zahradě, nesl označení „Quast“ nebo „K. Quast“ a orientoval se nejen na portrétní, ale i na krajinářskou a místopisnou fotografickou tvorbu. Fotografie pořízené tímto fotoateliérem používal na pohlednice nakladatel Theyer a po roce 1901 pak i vydavatel pohlednic Karel Klement. Karolína Quastová nejen pořizovala snímky, ale vedla v Písku fotografickou živnost až do roku 1924, ale po sebevraždě svého bratra Gustava Adolfa Quasta od roku 1894 vedla zároveň i Sušický rodinný ateliér. S retušováním negativů v sušickém ateliéru pomáhala i její sestra Konstancie Quastová. Tato retušérka pracovala i ve fotoateliéru v Písku. Kolorování a retušování fotografií pro písecký fotoateliér zajišťovala zřejmě i Karolínina sestra Anna Quastová provdaná Stossová, která se ale zřejmě častěji zdržovala v Sušici.
První Češkou, která se začala zabývat uměleckou fotografií byla Julie Jirečková. Většinu svého života prožila ve společnosti své sestry, někdejší klavírní virtuózky Noemi Jirečkové. Julie se začala věnovat malbě a posléze i fotografování, patrně pod vlivem své tety, vídeňské malířky a fotografky Svatavy Jirečkové (1863–1918). Roku 1906 se sestrou spoluzaložily Klub fotografů amatérů ve Vysokém Mýtě. Kromě ateliérových portrétních fotografií se Jirečková začala zaměřovat na uměleckou fotografii, především krajinářskou a s přírodními motivy. Roku 1906 se stala první ženou, jejíž snímky otiskl časopis Fotografický obzor. Tvořila a vystavovala až do 20. let 20. století, rovněž se podílela na spolkovém životě ve městě.
Bohumila Bloudilová (1876–1946) byla česká portrétní fotografka a sestřenice Josefa Sudka. Její otec Jan se oženil s Annou Sudkovou 15. února 1873. Od roku 1894 pracovala v kolínském fotografickém ateliéru Františka Krátkého, kde se také vyučila. Od roku 1906, tedy od svých třiceti let, v Kolíně provozovala svůj vlastní ateliér. Ateliér měl rozlohu asi šedesát metrů čtverečních, běžný dobový ateliér zařízený na fotografování při denním světle, s prosklenou stěnou obrácenou na sever. Ateliér přestala provozovat 1. července 1932.
Hraběnka Žofie Chotková se začala zajímat o fotografii asi v roce 1888.
Mezi další c.k. fotografky patřily Jenovéfa Kolínská, Vefa Lindauerová,  Karolina Tietzová-Gallatová, Therese Zuckerkandl.

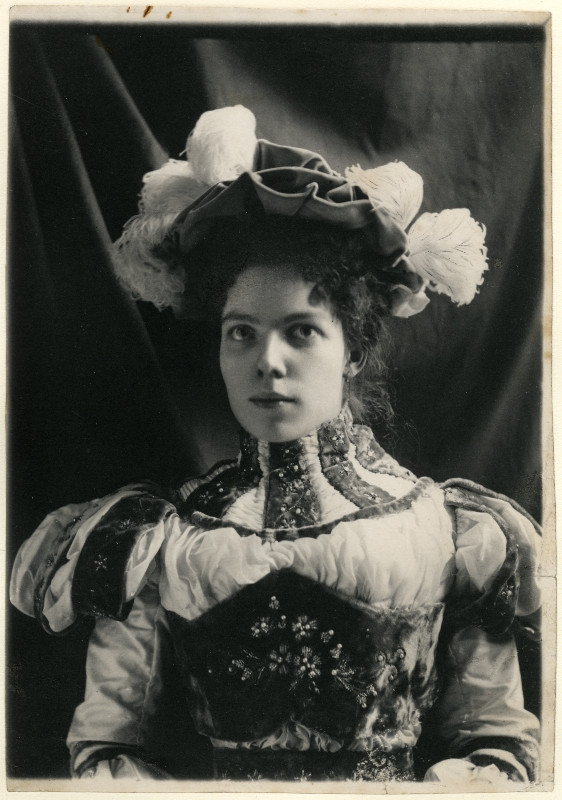
Julie Jirečková: Noemi Jirečková, asi 1910
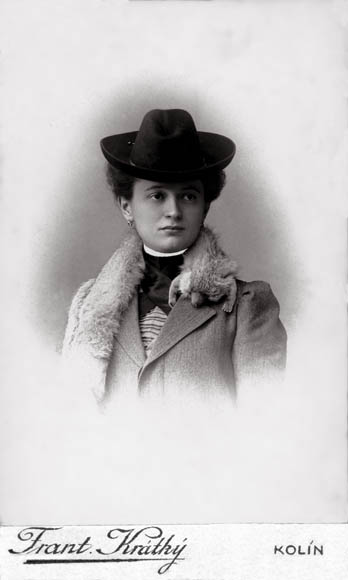
Bohumila Bloudilová

Marianne Stroblová (1865–1917) rakouská fotografka původem z Čech, průkopnice průmyslové fotografie v Rakousku-Uhersku, dokumentovala městskou infrastrukturu, staveniště, plynojemy, interiéry a také lodě. V tehdejší době pro ženu to bylo velmi nezvyklé, asi od roku 1894 pracovala jako fotografka ve Vídni pod jménem M. Strobl. Její křestní jméno mělo působit proti předsudkům, a tím i proti ztrátě zakázek v tehdejší profesi, kde dominovali muži, neboť nebylo hned patrné, že jde o ženu, která ani neměla možnost absolvovat specializované fotografické vzdělání. Své fotografické znalosti musela získávat v amatérských klubech. Dokumentovala průzkum jeskynního systému Ötscher s nemalým úsilím, protože těžké fotografické vybavení a svítilnu bylo nutné vozit s sebou. Proslavila se také jako specialistka na fotografování s bleskem.

### 20. století
Mezi další fotografky, které se vydaly na úspěšnou kariéru ve Vídni, patřila Klára Loosová (1904–1942) československého původu, která zemřela v nacistickém koncentračním táboře v Rize.
V roce 1921 Jana Jeništová-Fiedlerová po svém otci převzala ateliér v Prostějově, ale fotografovala již od roku 1908. Stala se jednou z prvních Češek, které se začaly zabývat uměleckou fotografií a byla oceněna na několika mezinárodních fotografických výstavách.
V roce 1919 byla v německé Desavě založena výtvarná škola Bauhaus, která fungovala do roku 1933 a jednalo se o jednu z nejvýznamnějších škol umění, designu a architektury moderní doby. Mezi české a slovenské umělkyně, které školu studovaly patří například Marie Rossmanová, manželka brněnského fotografa Zdenka Rossmanna a slovenská fotografka Irena Blühová. Blühová proslula jako zakladatelka sociální fotografie na Slovensku. S fotografováním začala v polovině dvacátých let 20. století. Kromě Bauhausu obor fotografie, typografie a propagační grafika (reklama) studovala později na Škole uměleckých řemesel. V Bratislavě vedla knihkupectví, okolo kterého se vytvořila skupina levicové inteligence. Od roku 1933 fungoval kroužek fotografů s názvem Sociofoto. Irena Blühová vytvořila fotografické cykly reportáží o těžkém životě, bídě a práci na různých místech Slovenska. Její fotografie mají humanistický obsah, vyzařuje z nich poetika s citlivým smyslem pro kompozici a jsou zásadní pro formování moderního dokumentu a fotografické reportáže na Slovensku.
Od poloviny 20. století se začaly prosazovat obrazové seriály, například Češka Milada Einhornová vydávala fotografické knížky pro děti. Další významnou českou fotografkou byla etnografka Eva Davidová, která dokumentovala kočující Romy, a stala se tak zakladatelkou české romistiky. Do šedesátých let patří také díla dvou fotografek: Dagmar Hochové a její snímky dětí, starých lidí, spontánnosti, morálky, důstojnosti a upřímnosti mezilidských vztahů; a Markéty Luskačové – socioložky, která snímala katolické poutě a přežívající tradice a rituály na Slovensku.
V roce 1945 začala fotografovat Marie Šechtlová, po sňatku s Josefem Šechtlem spolupracovala na rozvoji rodinného ateliéru Šechtl a Voseček až do jeho združstevnění v roce 1953. Koncem 50. let vstoupila na dráhu umělecké fotografky. V 60. letech patřila k nejúspěšnějším fotografům „poezie všedního dne“. Vydala desítky publikací, většinu se svým manželem (Všechny oči, Bretaň dcera oceánu, Tábor, Jižní Čechy, Jihočeská klenotnice, Jindřichův Hradec, Hradec Králové, Svět loutek a další). Realizovali spolu velkoplošné fotografie do interiérů a desítky výstav. Později se věnovala převážně digitálně manipulované fotografii.
Do dějin československé fotografie významně zasáhla historička umění, překladatelka, kurátorka a fotografka Anna Fárová. Specializovala se na dějiny a kritiku umělecké fotografie, její dcera Gabriela Fárová (* 1963) je uznávaná fotografka. Anna Fárová pořádala výstavy českých i zahraničních fotografů doma i ve světě a psala fotografické monografie. Zpracovala dílo Františka Drtikola a zejména vydala výbor z díla Josefa Sudka, jehož autorská práva získala od umělce odkazem. Napsala řadu knih o významných zahraničních umělcích, například o Robertu Capovi, vůbec první monografii o Cartier Bressonovi, Werneru Bischofovi, členech agentury Magnum a dalších (Jiří Jeníček, Eugen Wiškovský, Jindřich Štyrský, Josef Koudelka, Eva Davidová). Vytvořila a uspořádala fotografickou sbírku v Uměleckoprůmyslovém muzeu v Praze. V roce 1967 organizovala výstavu 7+7, v roce 1974 výstavu Osobnosti československé fotografie I, roku 1981 organizovala výstavu 9&9 v cisterciáském klášteře v Plasích, na které vystavovalo 18 českých umělců a pozvání přijaly významné osobnosti světové fotografie.

### 21. století
Do generace mladých českých fotografek z počátku 21. století patří autorky jako například: Dita Pepe, Barbora Krejčová, Tereza Vlčková, Kateřina Držková, Barbora Prášilová, Barbora Bálková, Zuzana Blochová a Dita Lamačová, Barbora Žůrková, Petra Malá, Sylva Francová, Daniela Dostálková, Barbora Mrázková, Gabriela Kontra, Barbora Kuklíková, Silvie Kolevová, Julie Štýbnarová, Petra Steinerová, Barbora Kuklíková, Silvie Milková, Věra Stuchelová, Markéta Bendová, Zuzana Zbořilová, Štěpánka Stein, Kamila Musilová, Alena Kotzmannová, Daniela Kroupová, Markéta Kinterová, Daniela Kroupová, Vendula Knopová, Soňa Goldová, Martina Novozámská, Andrea Thiel Lhotáková, Marie Dvořáková, Michaela Karásek-Čejková nebo Markéta Dlouhá-Márová.

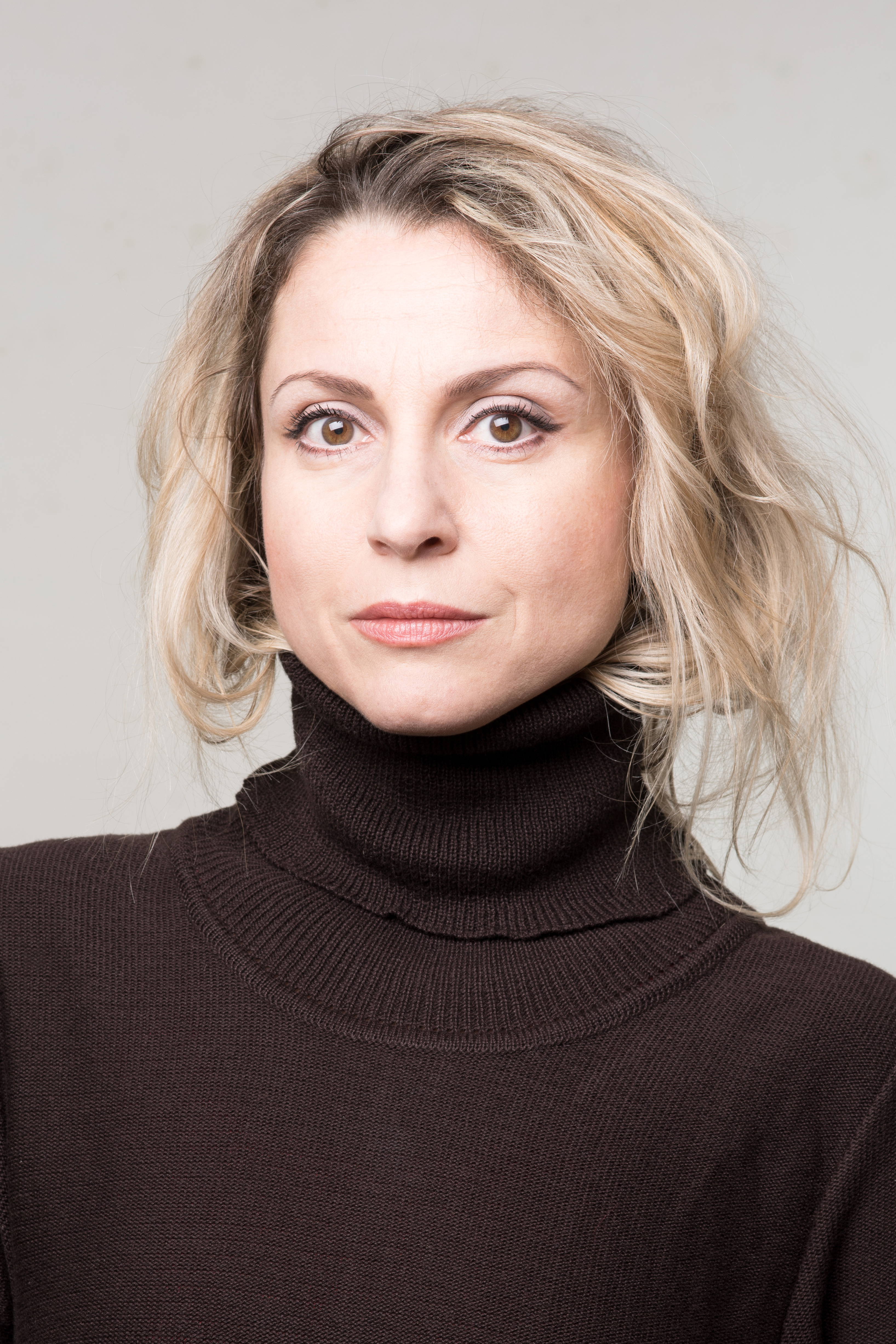
Dita Pepe
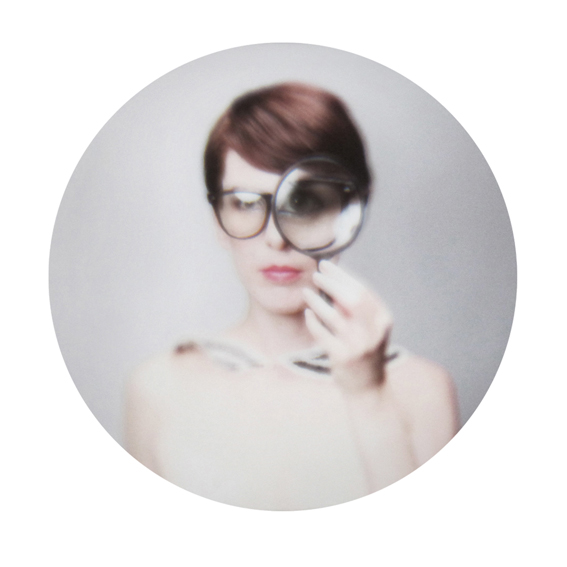
Tereza Vlčková
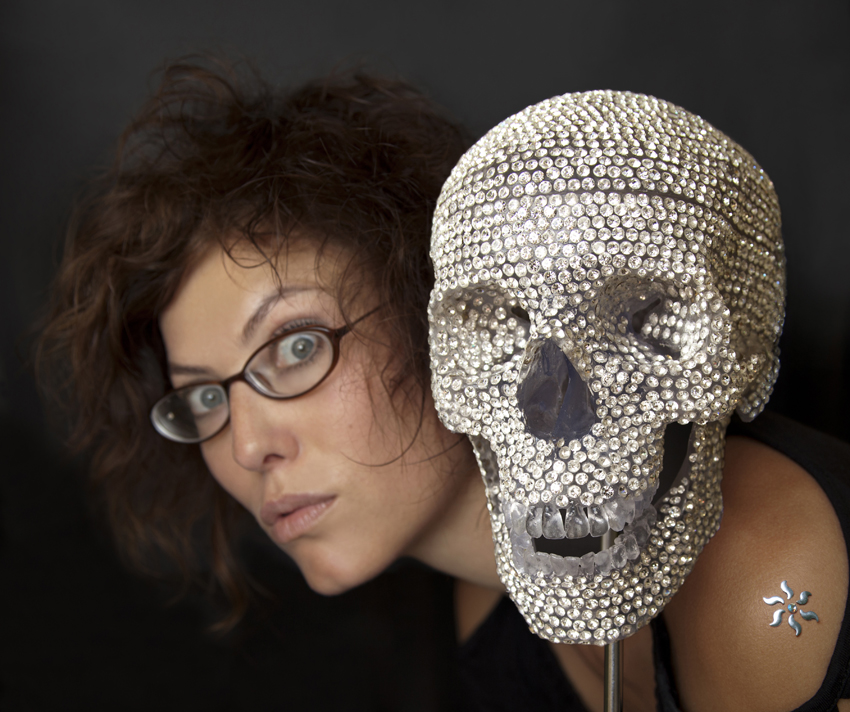
Barbora Bálková
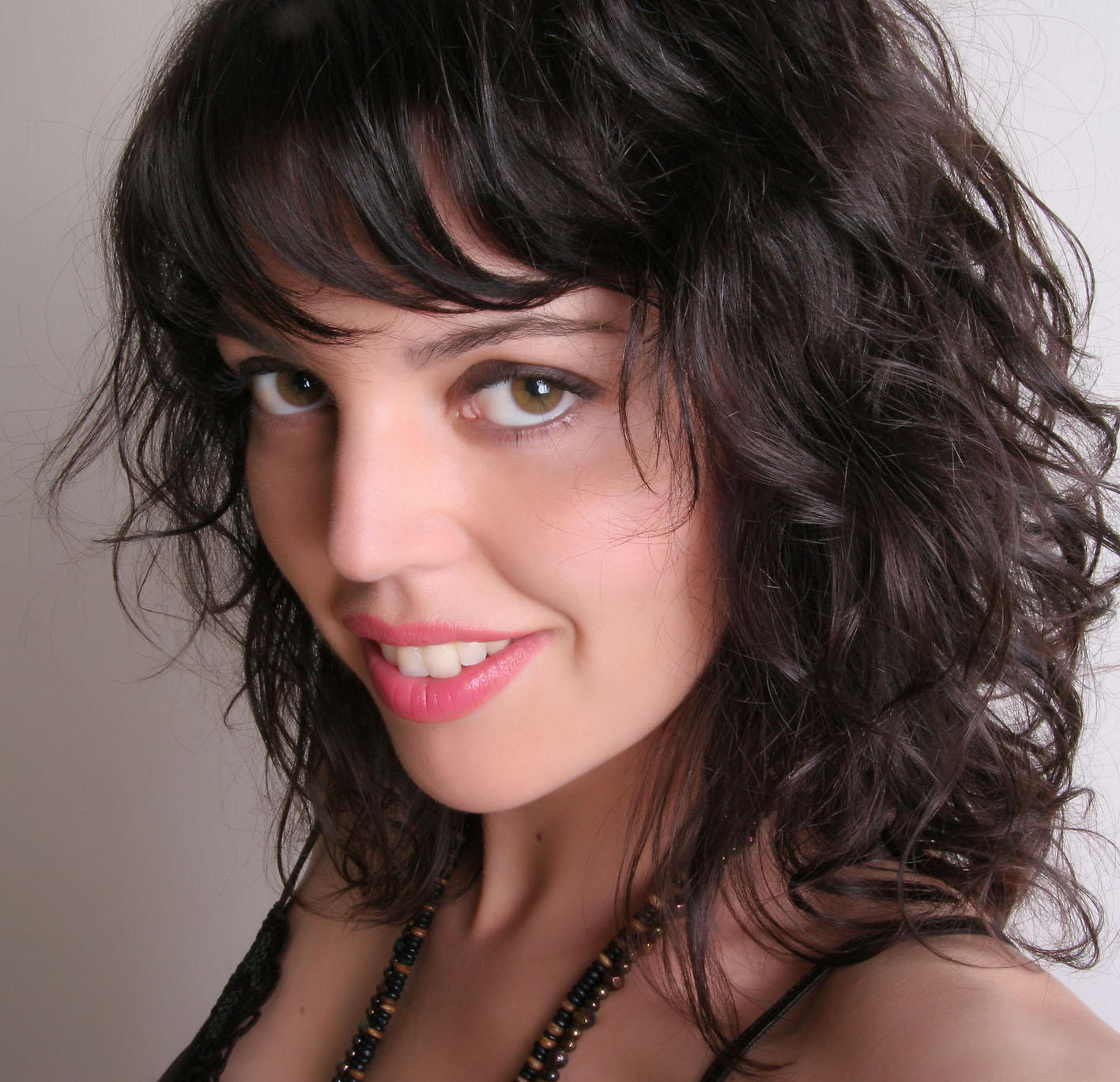
Věra Stuchelová